# Микенас, Владас
Вла́дас Мике́нас (Вла́дас Ио́нович Мике́нас, лит. Vladas Mikėnas; 17 апреля 1910, Ревель — 3 ноября 1992, Вильнюс) — литовский и советский шахматист, почётный гроссмейстер (1987), международный мастер ИКЧФ (1972).

## Биография
Семья Микенаса жила в Таллине, где Владас учился в русской гимназии, а затем в Таллинском техническом институте. Первых успехов в шахматах он добился в эстонских соревнованиях. В 1930 г. он победил в матче Й. Тюрна и стал чемпионом Эстонии.
С 1931 года жил в Литве. После выигрыша матча у Александраса Махтаса (1933) стал чемпионом Литвы. Несколько раз защищал титул в матчах с сильнейшими литовскими шахматистами. Возглавлял сборную Литвы на неофициальной и пяти официальных шахматных олимпиадах (1931—1939 гг.). Микенас был одним из немногих шахматистов своего времени, имевших почётный ничейный счет с чемпионом мира Александром Алехиным (1:1 при трёх ничьих).
После вхождения Литвы в состав СССР (1940) участвовал в 10 чемпионатах СССР, чемпионатах Литовской ССР и других соревнованиях. В 1945, 1947, 1948, 1961, 1964, 1965, 1968, 1977 гг. побеждал в чемпионатах Литовской ССР, был многократным призёром республиканских чемпионатов. В составе сборной СССР участвовал в матче со сборной Югославии (1963).
С 1942 года — мастер спорта СССР. В 1950 году одним из первых был удостоен звания международного мастера (звание почётного гроссмейстера присвоено в 1987 году за прошлые заслуги). С 1956 по 1963 гг. был тренером Пауля Кереса.
Добился серьёзных успехов в заочных соревнованиях. В составе сборной Литовской ССР стал победителем Кубка Европы (1963—1972). За победу в этом соревновании и 1-е место на 1-й доске Микенасу было присвоено звание международного мастера ИКЧФ.
Международный арбитр (1968). Был одним из главных арбитров матча на первенство мира Карпов — Каспаров (1985), главным арбитром многих претендентских матчей и международных турниров. Шахматный журналист, автор нескольких книг, изданных на литовском языке.
Сын Микенаса Алюс также стал шахматистом, мастером ФИДЕ.

## Вклад в теорию дебютов
|   | a | b | c | d | e | f | g | h |   |
| - | --- | --- | --- | --- | --- | --- | --- | --- | - |
| 8 | a8 чёрная ладья · b8 чёрный конь · c8 чёрный слон · d8 чёрный ферзь · e8 чёрный король · h8 чёрная ладья · a7 чёрная пешка · b7 чёрная пешка · f7 чёрная пешка · g7 чёрный слон · h7 чёрная пешка · d6 чёрная пешка · f6 чёрный конь · g6 чёрная пешка · c5 чёрная пешка · d5 белая пешка · e5 белая пешка · f4 белая пешка · c3 белый конь · a2 белая пешка · b2 белая пешка · g2 белая пешка · h2 белая пешка · a1 белая ладья · c1 белый слон · d1 белый ферзь · e1 белый король · f1 белый слон · g1 белый конь · h1 белая ладья | a8 чёрная ладья · b8 чёрный конь · c8 чёрный слон · d8 чёрный ферзь · e8 чёрный король · h8 чёрная ладья · a7 чёрная пешка · b7 чёрная пешка · f7 чёрная пешка · g7 чёрный слон · h7 чёрная пешка · d6 чёрная пешка · f6 чёрный конь · g6 чёрная пешка · c5 чёрная пешка · d5 белая пешка · e5 белая пешка · f4 белая пешка · c3 белый конь · a2 белая пешка · b2 белая пешка · g2 белая пешка · h2 белая пешка · a1 белая ладья · c1 белый слон · d1 белый ферзь · e1 белый король · f1 белый слон · g1 белый конь · h1 белая ладья | a8 чёрная ладья · b8 чёрный конь · c8 чёрный слон · d8 чёрный ферзь · e8 чёрный король · h8 чёрная ладья · a7 чёрная пешка · b7 чёрная пешка · f7 чёрная пешка · g7 чёрный слон · h7 чёрная пешка · d6 чёрная пешка · f6 чёрный конь · g6 чёрная пешка · c5 чёрная пешка · d5 белая пешка · e5 белая пешка · f4 белая пешка · c3 белый конь · a2 белая пешка · b2 белая пешка · g2 белая пешка · h2 белая пешка · a1 белая ладья · c1 белый слон · d1 белый ферзь · e1 белый король · f1 белый слон · g1 белый конь · h1 белая ладья | a8 чёрная ладья · b8 чёрный конь · c8 чёрный слон · d8 чёрный ферзь · e8 чёрный король · h8 чёрная ладья · a7 чёрная пешка · b7 чёрная пешка · f7 чёрная пешка · g7 чёрный слон · h7 чёрная пешка · d6 чёрная пешка · f6 чёрный конь · g6 чёрная пешка · c5 чёрная пешка · d5 белая пешка · e5 белая пешка · f4 белая пешка · c3 белый конь · a2 белая пешка · b2 белая пешка · g2 белая пешка · h2 белая пешка · a1 белая ладья · c1 белый слон · d1 белый ферзь · e1 белый король · f1 белый слон · g1 белый конь · h1 белая ладья | a8 чёрная ладья · b8 чёрный конь · c8 чёрный слон · d8 чёрный ферзь · e8 чёрный король · h8 чёрная ладья · a7 чёрная пешка · b7 чёрная пешка · f7 чёрная пешка · g7 чёрный слон · h7 чёрная пешка · d6 чёрная пешка · f6 чёрный конь · g6 чёрная пешка · c5 чёрная пешка · d5 белая пешка · e5 белая пешка · f4 белая пешка · c3 белый конь · a2 белая пешка · b2 белая пешка · g2 белая пешка · h2 белая пешка · a1 белая ладья · c1 белый слон · d1 белый ферзь · e1 белый король · f1 белый слон · g1 белый конь · h1 белая ладья | a8 чёрная ладья · b8 чёрный конь · c8 чёрный слон · d8 чёрный ферзь · e8 чёрный король · h8 чёрная ладья · a7 чёрная пешка · b7 чёрная пешка · f7 чёрная пешка · g7 чёрный слон · h7 чёрная пешка · d6 чёрная пешка · f6 чёрный конь · g6 чёрная пешка · c5 чёрная пешка · d5 белая пешка · e5 белая пешка · f4 белая пешка · c3 белый конь · a2 белая пешка · b2 белая пешка · g2 белая пешка · h2 белая пешка · a1 белая ладья · c1 белый слон · d1 белый ферзь · e1 белый король · f1 белый слон · g1 белый конь · h1 белая ладья | a8 чёрная ладья · b8 чёрный конь · c8 чёрный слон · d8 чёрный ферзь · e8 чёрный король · h8 чёрная ладья · a7 чёрная пешка · b7 чёрная пешка · f7 чёрная пешка · g7 чёрный слон · h7 чёрная пешка · d6 чёрная пешка · f6 чёрный конь · g6 чёрная пешка · c5 чёрная пешка · d5 белая пешка · e5 белая пешка · f4 белая пешка · c3 белый конь · a2 белая пешка · b2 белая пешка · g2 белая пешка · h2 белая пешка · a1 белая ладья · c1 белый слон · d1 белый ферзь · e1 белый король · f1 белый слон · g1 белый конь · h1 белая ладья | a8 чёрная ладья · b8 чёрный конь · c8 чёрный слон · d8 чёрный ферзь · e8 чёрный король · h8 чёрная ладья · a7 чёрная пешка · b7 чёрная пешка · f7 чёрная пешка · g7 чёрный слон · h7 чёрная пешка · d6 чёрная пешка · f6 чёрный конь · g6 чёрная пешка · c5 чёрная пешка · d5 белая пешка · e5 белая пешка · f4 белая пешка · c3 белый конь · a2 белая пешка · b2 белая пешка · g2 белая пешка · h2 белая пешка · a1 белая ладья · c1 белый слон · d1 белый ферзь · e1 белый король · f1 белый слон · g1 белый конь · h1 белая ладья | 8 |
| 7 | a8 чёрная ладья · b8 чёрный конь · c8 чёрный слон · d8 чёрный ферзь · e8 чёрный король · h8 чёрная ладья · a7 чёрная пешка · b7 чёрная пешка · f7 чёрная пешка · g7 чёрный слон · h7 чёрная пешка · d6 чёрная пешка · f6 чёрный конь · g6 чёрная пешка · c5 чёрная пешка · d5 белая пешка · e5 белая пешка · f4 белая пешка · c3 белый конь · a2 белая пешка · b2 белая пешка · g2 белая пешка · h2 белая пешка · a1 белая ладья · c1 белый слон · d1 белый ферзь · e1 белый король · f1 белый слон · g1 белый конь · h1 белая ладья | a8 чёрная ладья · b8 чёрный конь · c8 чёрный слон · d8 чёрный ферзь · e8 чёрный король · h8 чёрная ладья · a7 чёрная пешка · b7 чёрная пешка · f7 чёрная пешка · g7 чёрный слон · h7 чёрная пешка · d6 чёрная пешка · f6 чёрный конь · g6 чёрная пешка · c5 чёрная пешка · d5 белая пешка · e5 белая пешка · f4 белая пешка · c3 белый конь · a2 белая пешка · b2 белая пешка · g2 белая пешка · h2 белая пешка · a1 белая ладья · c1 белый слон · d1 белый ферзь · e1 белый король · f1 белый слон · g1 белый конь · h1 белая ладья | a8 чёрная ладья · b8 чёрный конь · c8 чёрный слон · d8 чёрный ферзь · e8 чёрный король · h8 чёрная ладья · a7 чёрная пешка · b7 чёрная пешка · f7 чёрная пешка · g7 чёрный слон · h7 чёрная пешка · d6 чёрная пешка · f6 чёрный конь · g6 чёрная пешка · c5 чёрная пешка · d5 белая пешка · e5 белая пешка · f4 белая пешка · c3 белый конь · a2 белая пешка · b2 белая пешка · g2 белая пешка · h2 белая пешка · a1 белая ладья · c1 белый слон · d1 белый ферзь · e1 белый король · f1 белый слон · g1 белый конь · h1 белая ладья | a8 чёрная ладья · b8 чёрный конь · c8 чёрный слон · d8 чёрный ферзь · e8 чёрный король · h8 чёрная ладья · a7 чёрная пешка · b7 чёрная пешка · f7 чёрная пешка · g7 чёрный слон · h7 чёрная пешка · d6 чёрная пешка · f6 чёрный конь · g6 чёрная пешка · c5 чёрная пешка · d5 белая пешка · e5 белая пешка · f4 белая пешка · c3 белый конь · a2 белая пешка · b2 белая пешка · g2 белая пешка · h2 белая пешка · a1 белая ладья · c1 белый слон · d1 белый ферзь · e1 белый король · f1 белый слон · g1 белый конь · h1 белая ладья | a8 чёрная ладья · b8 чёрный конь · c8 чёрный слон · d8 чёрный ферзь · e8 чёрный король · h8 чёрная ладья · a7 чёрная пешка · b7 чёрная пешка · f7 чёрная пешка · g7 чёрный слон · h7 чёрная пешка · d6 чёрная пешка · f6 чёрный конь · g6 чёрная пешка · c5 чёрная пешка · d5 белая пешка · e5 белая пешка · f4 белая пешка · c3 белый конь · a2 белая пешка · b2 белая пешка · g2 белая пешка · h2 белая пешка · a1 белая ладья · c1 белый слон · d1 белый ферзь · e1 белый король · f1 белый слон · g1 белый конь · h1 белая ладья | a8 чёрная ладья · b8 чёрный конь · c8 чёрный слон · d8 чёрный ферзь · e8 чёрный король · h8 чёрная ладья · a7 чёрная пешка · b7 чёрная пешка · f7 чёрная пешка · g7 чёрный слон · h7 чёрная пешка · d6 чёрная пешка · f6 чёрный конь · g6 чёрная пешка · c5 чёрная пешка · d5 белая пешка · e5 белая пешка · f4 белая пешка · c3 белый конь · a2 белая пешка · b2 белая пешка · g2 белая пешка · h2 белая пешка · a1 белая ладья · c1 белый слон · d1 белый ферзь · e1 белый король · f1 белый слон · g1 белый конь · h1 белая ладья | a8 чёрная ладья · b8 чёрный конь · c8 чёрный слон · d8 чёрный ферзь · e8 чёрный король · h8 чёрная ладья · a7 чёрная пешка · b7 чёрная пешка · f7 чёрная пешка · g7 чёрный слон · h7 чёрная пешка · d6 чёрная пешка · f6 чёрный конь · g6 чёрная пешка · c5 чёрная пешка · d5 белая пешка · e5 белая пешка · f4 белая пешка · c3 белый конь · a2 белая пешка · b2 белая пешка · g2 белая пешка · h2 белая пешка · a1 белая ладья · c1 белый слон · d1 белый ферзь · e1 белый король · f1 белый слон · g1 белый конь · h1 белая ладья | a8 чёрная ладья · b8 чёрный конь · c8 чёрный слон · d8 чёрный ферзь · e8 чёрный король · h8 чёрная ладья · a7 чёрная пешка · b7 чёрная пешка · f7 чёрная пешка · g7 чёрный слон · h7 чёрная пешка · d6 чёрная пешка · f6 чёрный конь · g6 чёрная пешка · c5 чёрная пешка · d5 белая пешка · e5 белая пешка · f4 белая пешка · c3 белый конь · a2 белая пешка · b2 белая пешка · g2 белая пешка · h2 белая пешка · a1 белая ладья · c1 белый слон · d1 белый ферзь · e1 белый король · f1 белый слон · g1 белый конь · h1 белая ладья | 7 |
| 6 | a8 чёрная ладья · b8 чёрный конь · c8 чёрный слон · d8 чёрный ферзь · e8 чёрный король · h8 чёрная ладья · a7 чёрная пешка · b7 чёрная пешка · f7 чёрная пешка · g7 чёрный слон · h7 чёрная пешка · d6 чёрная пешка · f6 чёрный конь · g6 чёрная пешка · c5 чёрная пешка · d5 белая пешка · e5 белая пешка · f4 белая пешка · c3 белый конь · a2 белая пешка · b2 белая пешка · g2 белая пешка · h2 белая пешка · a1 белая ладья · c1 белый слон · d1 белый ферзь · e1 белый король · f1 белый слон · g1 белый конь · h1 белая ладья | a8 чёрная ладья · b8 чёрный конь · c8 чёрный слон · d8 чёрный ферзь · e8 чёрный король · h8 чёрная ладья · a7 чёрная пешка · b7 чёрная пешка · f7 чёрная пешка · g7 чёрный слон · h7 чёрная пешка · d6 чёрная пешка · f6 чёрный конь · g6 чёрная пешка · c5 чёрная пешка · d5 белая пешка · e5 белая пешка · f4 белая пешка · c3 белый конь · a2 белая пешка · b2 белая пешка · g2 белая пешка · h2 белая пешка · a1 белая ладья · c1 белый слон · d1 белый ферзь · e1 белый король · f1 белый слон · g1 белый конь · h1 белая ладья | a8 чёрная ладья · b8 чёрный конь · c8 чёрный слон · d8 чёрный ферзь · e8 чёрный король · h8 чёрная ладья · a7 чёрная пешка · b7 чёрная пешка · f7 чёрная пешка · g7 чёрный слон · h7 чёрная пешка · d6 чёрная пешка · f6 чёрный конь · g6 чёрная пешка · c5 чёрная пешка · d5 белая пешка · e5 белая пешка · f4 белая пешка · c3 белый конь · a2 белая пешка · b2 белая пешка · g2 белая пешка · h2 белая пешка · a1 белая ладья · c1 белый слон · d1 белый ферзь · e1 белый король · f1 белый слон · g1 белый конь · h1 белая ладья | a8 чёрная ладья · b8 чёрный конь · c8 чёрный слон · d8 чёрный ферзь · e8 чёрный король · h8 чёрная ладья · a7 чёрная пешка · b7 чёрная пешка · f7 чёрная пешка · g7 чёрный слон · h7 чёрная пешка · d6 чёрная пешка · f6 чёрный конь · g6 чёрная пешка · c5 чёрная пешка · d5 белая пешка · e5 белая пешка · f4 белая пешка · c3 белый конь · a2 белая пешка · b2 белая пешка · g2 белая пешка · h2 белая пешка · a1 белая ладья · c1 белый слон · d1 белый ферзь · e1 белый король · f1 белый слон · g1 белый конь · h1 белая ладья | a8 чёрная ладья · b8 чёрный конь · c8 чёрный слон · d8 чёрный ферзь · e8 чёрный король · h8 чёрная ладья · a7 чёрная пешка · b7 чёрная пешка · f7 чёрная пешка · g7 чёрный слон · h7 чёрная пешка · d6 чёрная пешка · f6 чёрный конь · g6 чёрная пешка · c5 чёрная пешка · d5 белая пешка · e5 белая пешка · f4 белая пешка · c3 белый конь · a2 белая пешка · b2 белая пешка · g2 белая пешка · h2 белая пешка · a1 белая ладья · c1 белый слон · d1 белый ферзь · e1 белый король · f1 белый слон · g1 белый конь · h1 белая ладья | a8 чёрная ладья · b8 чёрный конь · c8 чёрный слон · d8 чёрный ферзь · e8 чёрный король · h8 чёрная ладья · a7 чёрная пешка · b7 чёрная пешка · f7 чёрная пешка · g7 чёрный слон · h7 чёрная пешка · d6 чёрная пешка · f6 чёрный конь · g6 чёрная пешка · c5 чёрная пешка · d5 белая пешка · e5 белая пешка · f4 белая пешка · c3 белый конь · a2 белая пешка · b2 белая пешка · g2 белая пешка · h2 белая пешка · a1 белая ладья · c1 белый слон · d1 белый ферзь · e1 белый король · f1 белый слон · g1 белый конь · h1 белая ладья | a8 чёрная ладья · b8 чёрный конь · c8 чёрный слон · d8 чёрный ферзь · e8 чёрный король · h8 чёрная ладья · a7 чёрная пешка · b7 чёрная пешка · f7 чёрная пешка · g7 чёрный слон · h7 чёрная пешка · d6 чёрная пешка · f6 чёрный конь · g6 чёрная пешка · c5 чёрная пешка · d5 белая пешка · e5 белая пешка · f4 белая пешка · c3 белый конь · a2 белая пешка · b2 белая пешка · g2 белая пешка · h2 белая пешка · a1 белая ладья · c1 белый слон · d1 белый ферзь · e1 белый король · f1 белый слон · g1 белый конь · h1 белая ладья | a8 чёрная ладья · b8 чёрный конь · c8 чёрный слон · d8 чёрный ферзь · e8 чёрный король · h8 чёрная ладья · a7 чёрная пешка · b7 чёрная пешка · f7 чёрная пешка · g7 чёрный слон · h7 чёрная пешка · d6 чёрная пешка · f6 чёрный конь · g6 чёрная пешка · c5 чёрная пешка · d5 белая пешка · e5 белая пешка · f4 белая пешка · c3 белый конь · a2 белая пешка · b2 белая пешка · g2 белая пешка · h2 белая пешка · a1 белая ладья · c1 белый слон · d1 белый ферзь · e1 белый король · f1 белый слон · g1 белый конь · h1 белая ладья | 6 |
| 5 | a8 чёрная ладья · b8 чёрный конь · c8 чёрный слон · d8 чёрный ферзь · e8 чёрный король · h8 чёрная ладья · a7 чёрная пешка · b7 чёрная пешка · f7 чёрная пешка · g7 чёрный слон · h7 чёрная пешка · d6 чёрная пешка · f6 чёрный конь · g6 чёрная пешка · c5 чёрная пешка · d5 белая пешка · e5 белая пешка · f4 белая пешка · c3 белый конь · a2 белая пешка · b2 белая пешка · g2 белая пешка · h2 белая пешка · a1 белая ладья · c1 белый слон · d1 белый ферзь · e1 белый король · f1 белый слон · g1 белый конь · h1 белая ладья | a8 чёрная ладья · b8 чёрный конь · c8 чёрный слон · d8 чёрный ферзь · e8 чёрный король · h8 чёрная ладья · a7 чёрная пешка · b7 чёрная пешка · f7 чёрная пешка · g7 чёрный слон · h7 чёрная пешка · d6 чёрная пешка · f6 чёрный конь · g6 чёрная пешка · c5 чёрная пешка · d5 белая пешка · e5 белая пешка · f4 белая пешка · c3 белый конь · a2 белая пешка · b2 белая пешка · g2 белая пешка · h2 белая пешка · a1 белая ладья · c1 белый слон · d1 белый ферзь · e1 белый король · f1 белый слон · g1 белый конь · h1 белая ладья | a8 чёрная ладья · b8 чёрный конь · c8 чёрный слон · d8 чёрный ферзь · e8 чёрный король · h8 чёрная ладья · a7 чёрная пешка · b7 чёрная пешка · f7 чёрная пешка · g7 чёрный слон · h7 чёрная пешка · d6 чёрная пешка · f6 чёрный конь · g6 чёрная пешка · c5 чёрная пешка · d5 белая пешка · e5 белая пешка · f4 белая пешка · c3 белый конь · a2 белая пешка · b2 белая пешка · g2 белая пешка · h2 белая пешка · a1 белая ладья · c1 белый слон · d1 белый ферзь · e1 белый король · f1 белый слон · g1 белый конь · h1 белая ладья | a8 чёрная ладья · b8 чёрный конь · c8 чёрный слон · d8 чёрный ферзь · e8 чёрный король · h8 чёрная ладья · a7 чёрная пешка · b7 чёрная пешка · f7 чёрная пешка · g7 чёрный слон · h7 чёрная пешка · d6 чёрная пешка · f6 чёрный конь · g6 чёрная пешка · c5 чёрная пешка · d5 белая пешка · e5 белая пешка · f4 белая пешка · c3 белый конь · a2 белая пешка · b2 белая пешка · g2 белая пешка · h2 белая пешка · a1 белая ладья · c1 белый слон · d1 белый ферзь · e1 белый король · f1 белый слон · g1 белый конь · h1 белая ладья | a8 чёрная ладья · b8 чёрный конь · c8 чёрный слон · d8 чёрный ферзь · e8 чёрный король · h8 чёрная ладья · a7 чёрная пешка · b7 чёрная пешка · f7 чёрная пешка · g7 чёрный слон · h7 чёрная пешка · d6 чёрная пешка · f6 чёрный конь · g6 чёрная пешка · c5 чёрная пешка · d5 белая пешка · e5 белая пешка · f4 белая пешка · c3 белый конь · a2 белая пешка · b2 белая пешка · g2 белая пешка · h2 белая пешка · a1 белая ладья · c1 белый слон · d1 белый ферзь · e1 белый король · f1 белый слон · g1 белый конь · h1 белая ладья | a8 чёрная ладья · b8 чёрный конь · c8 чёрный слон · d8 чёрный ферзь · e8 чёрный король · h8 чёрная ладья · a7 чёрная пешка · b7 чёрная пешка · f7 чёрная пешка · g7 чёрный слон · h7 чёрная пешка · d6 чёрная пешка · f6 чёрный конь · g6 чёрная пешка · c5 чёрная пешка · d5 белая пешка · e5 белая пешка · f4 белая пешка · c3 белый конь · a2 белая пешка · b2 белая пешка · g2 белая пешка · h2 белая пешка · a1 белая ладья · c1 белый слон · d1 белый ферзь · e1 белый король · f1 белый слон · g1 белый конь · h1 белая ладья | a8 чёрная ладья · b8 чёрный конь · c8 чёрный слон · d8 чёрный ферзь · e8 чёрный король · h8 чёрная ладья · a7 чёрная пешка · b7 чёрная пешка · f7 чёрная пешка · g7 чёрный слон · h7 чёрная пешка · d6 чёрная пешка · f6 чёрный конь · g6 чёрная пешка · c5 чёрная пешка · d5 белая пешка · e5 белая пешка · f4 белая пешка · c3 белый конь · a2 белая пешка · b2 белая пешка · g2 белая пешка · h2 белая пешка · a1 белая ладья · c1 белый слон · d1 белый ферзь · e1 белый король · f1 белый слон · g1 белый конь · h1 белая ладья | a8 чёрная ладья · b8 чёрный конь · c8 чёрный слон · d8 чёрный ферзь · e8 чёрный король · h8 чёрная ладья · a7 чёрная пешка · b7 чёрная пешка · f7 чёрная пешка · g7 чёрный слон · h7 чёрная пешка · d6 чёрная пешка · f6 чёрный конь · g6 чёрная пешка · c5 чёрная пешка · d5 белая пешка · e5 белая пешка · f4 белая пешка · c3 белый конь · a2 белая пешка · b2 белая пешка · g2 белая пешка · h2 белая пешка · a1 белая ладья · c1 белый слон · d1 белый ферзь · e1 белый король · f1 белый слон · g1 белый конь · h1 белая ладья | 5 |
| 4 | a8 чёрная ладья · b8 чёрный конь · c8 чёрный слон · d8 чёрный ферзь · e8 чёрный король · h8 чёрная ладья · a7 чёрная пешка · b7 чёрная пешка · f7 чёрная пешка · g7 чёрный слон · h7 чёрная пешка · d6 чёрная пешка · f6 чёрный конь · g6 чёрная пешка · c5 чёрная пешка · d5 белая пешка · e5 белая пешка · f4 белая пешка · c3 белый конь · a2 белая пешка · b2 белая пешка · g2 белая пешка · h2 белая пешка · a1 белая ладья · c1 белый слон · d1 белый ферзь · e1 белый король · f1 белый слон · g1 белый конь · h1 белая ладья | a8 чёрная ладья · b8 чёрный конь · c8 чёрный слон · d8 чёрный ферзь · e8 чёрный король · h8 чёрная ладья · a7 чёрная пешка · b7 чёрная пешка · f7 чёрная пешка · g7 чёрный слон · h7 чёрная пешка · d6 чёрная пешка · f6 чёрный конь · g6 чёрная пешка · c5 чёрная пешка · d5 белая пешка · e5 белая пешка · f4 белая пешка · c3 белый конь · a2 белая пешка · b2 белая пешка · g2 белая пешка · h2 белая пешка · a1 белая ладья · c1 белый слон · d1 белый ферзь · e1 белый король · f1 белый слон · g1 белый конь · h1 белая ладья | a8 чёрная ладья · b8 чёрный конь · c8 чёрный слон · d8 чёрный ферзь · e8 чёрный король · h8 чёрная ладья · a7 чёрная пешка · b7 чёрная пешка · f7 чёрная пешка · g7 чёрный слон · h7 чёрная пешка · d6 чёрная пешка · f6 чёрный конь · g6 чёрная пешка · c5 чёрная пешка · d5 белая пешка · e5 белая пешка · f4 белая пешка · c3 белый конь · a2 белая пешка · b2 белая пешка · g2 белая пешка · h2 белая пешка · a1 белая ладья · c1 белый слон · d1 белый ферзь · e1 белый король · f1 белый слон · g1 белый конь · h1 белая ладья | a8 чёрная ладья · b8 чёрный конь · c8 чёрный слон · d8 чёрный ферзь · e8 чёрный король · h8 чёрная ладья · a7 чёрная пешка · b7 чёрная пешка · f7 чёрная пешка · g7 чёрный слон · h7 чёрная пешка · d6 чёрная пешка · f6 чёрный конь · g6 чёрная пешка · c5 чёрная пешка · d5 белая пешка · e5 белая пешка · f4 белая пешка · c3 белый конь · a2 белая пешка · b2 белая пешка · g2 белая пешка · h2 белая пешка · a1 белая ладья · c1 белый слон · d1 белый ферзь · e1 белый король · f1 белый слон · g1 белый конь · h1 белая ладья | a8 чёрная ладья · b8 чёрный конь · c8 чёрный слон · d8 чёрный ферзь · e8 чёрный король · h8 чёрная ладья · a7 чёрная пешка · b7 чёрная пешка · f7 чёрная пешка · g7 чёрный слон · h7 чёрная пешка · d6 чёрная пешка · f6 чёрный конь · g6 чёрная пешка · c5 чёрная пешка · d5 белая пешка · e5 белая пешка · f4 белая пешка · c3 белый конь · a2 белая пешка · b2 белая пешка · g2 белая пешка · h2 белая пешка · a1 белая ладья · c1 белый слон · d1 белый ферзь · e1 белый король · f1 белый слон · g1 белый конь · h1 белая ладья | a8 чёрная ладья · b8 чёрный конь · c8 чёрный слон · d8 чёрный ферзь · e8 чёрный король · h8 чёрная ладья · a7 чёрная пешка · b7 чёрная пешка · f7 чёрная пешка · g7 чёрный слон · h7 чёрная пешка · d6 чёрная пешка · f6 чёрный конь · g6 чёрная пешка · c5 чёрная пешка · d5 белая пешка · e5 белая пешка · f4 белая пешка · c3 белый конь · a2 белая пешка · b2 белая пешка · g2 белая пешка · h2 белая пешка · a1 белая ладья · c1 белый слон · d1 белый ферзь · e1 белый король · f1 белый слон · g1 белый конь · h1 белая ладья | a8 чёрная ладья · b8 чёрный конь · c8 чёрный слон · d8 чёрный ферзь · e8 чёрный король · h8 чёрная ладья · a7 чёрная пешка · b7 чёрная пешка · f7 чёрная пешка · g7 чёрный слон · h7 чёрная пешка · d6 чёрная пешка · f6 чёрный конь · g6 чёрная пешка · c5 чёрная пешка · d5 белая пешка · e5 белая пешка · f4 белая пешка · c3 белый конь · a2 белая пешка · b2 белая пешка · g2 белая пешка · h2 белая пешка · a1 белая ладья · c1 белый слон · d1 белый ферзь · e1 белый король · f1 белый слон · g1 белый конь · h1 белая ладья | a8 чёрная ладья · b8 чёрный конь · c8 чёрный слон · d8 чёрный ферзь · e8 чёрный король · h8 чёрная ладья · a7 чёрная пешка · b7 чёрная пешка · f7 чёрная пешка · g7 чёрный слон · h7 чёрная пешка · d6 чёрная пешка · f6 чёрный конь · g6 чёрная пешка · c5 чёрная пешка · d5 белая пешка · e5 белая пешка · f4 белая пешка · c3 белый конь · a2 белая пешка · b2 белая пешка · g2 белая пешка · h2 белая пешка · a1 белая ладья · c1 белый слон · d1 белый ферзь · e1 белый король · f1 белый слон · g1 белый конь · h1 белая ладья | 4 |
| 3 | a8 чёрная ладья · b8 чёрный конь · c8 чёрный слон · d8 чёрный ферзь · e8 чёрный король · h8 чёрная ладья · a7 чёрная пешка · b7 чёрная пешка · f7 чёрная пешка · g7 чёрный слон · h7 чёрная пешка · d6 чёрная пешка · f6 чёрный конь · g6 чёрная пешка · c5 чёрная пешка · d5 белая пешка · e5 белая пешка · f4 белая пешка · c3 белый конь · a2 белая пешка · b2 белая пешка · g2 белая пешка · h2 белая пешка · a1 белая ладья · c1 белый слон · d1 белый ферзь · e1 белый король · f1 белый слон · g1 белый конь · h1 белая ладья | a8 чёрная ладья · b8 чёрный конь · c8 чёрный слон · d8 чёрный ферзь · e8 чёрный король · h8 чёрная ладья · a7 чёрная пешка · b7 чёрная пешка · f7 чёрная пешка · g7 чёрный слон · h7 чёрная пешка · d6 чёрная пешка · f6 чёрный конь · g6 чёрная пешка · c5 чёрная пешка · d5 белая пешка · e5 белая пешка · f4 белая пешка · c3 белый конь · a2 белая пешка · b2 белая пешка · g2 белая пешка · h2 белая пешка · a1 белая ладья · c1 белый слон · d1 белый ферзь · e1 белый король · f1 белый слон · g1 белый конь · h1 белая ладья | a8 чёрная ладья · b8 чёрный конь · c8 чёрный слон · d8 чёрный ферзь · e8 чёрный король · h8 чёрная ладья · a7 чёрная пешка · b7 чёрная пешка · f7 чёрная пешка · g7 чёрный слон · h7 чёрная пешка · d6 чёрная пешка · f6 чёрный конь · g6 чёрная пешка · c5 чёрная пешка · d5 белая пешка · e5 белая пешка · f4 белая пешка · c3 белый конь · a2 белая пешка · b2 белая пешка · g2 белая пешка · h2 белая пешка · a1 белая ладья · c1 белый слон · d1 белый ферзь · e1 белый король · f1 белый слон · g1 белый конь · h1 белая ладья | a8 чёрная ладья · b8 чёрный конь · c8 чёрный слон · d8 чёрный ферзь · e8 чёрный король · h8 чёрная ладья · a7 чёрная пешка · b7 чёрная пешка · f7 чёрная пешка · g7 чёрный слон · h7 чёрная пешка · d6 чёрная пешка · f6 чёрный конь · g6 чёрная пешка · c5 чёрная пешка · d5 белая пешка · e5 белая пешка · f4 белая пешка · c3 белый конь · a2 белая пешка · b2 белая пешка · g2 белая пешка · h2 белая пешка · a1 белая ладья · c1 белый слон · d1 белый ферзь · e1 белый король · f1 белый слон · g1 белый конь · h1 белая ладья | a8 чёрная ладья · b8 чёрный конь · c8 чёрный слон · d8 чёрный ферзь · e8 чёрный король · h8 чёрная ладья · a7 чёрная пешка · b7 чёрная пешка · f7 чёрная пешка · g7 чёрный слон · h7 чёрная пешка · d6 чёрная пешка · f6 чёрный конь · g6 чёрная пешка · c5 чёрная пешка · d5 белая пешка · e5 белая пешка · f4 белая пешка · c3 белый конь · a2 белая пешка · b2 белая пешка · g2 белая пешка · h2 белая пешка · a1 белая ладья · c1 белый слон · d1 белый ферзь · e1 белый король · f1 белый слон · g1 белый конь · h1 белая ладья | a8 чёрная ладья · b8 чёрный конь · c8 чёрный слон · d8 чёрный ферзь · e8 чёрный король · h8 чёрная ладья · a7 чёрная пешка · b7 чёрная пешка · f7 чёрная пешка · g7 чёрный слон · h7 чёрная пешка · d6 чёрная пешка · f6 чёрный конь · g6 чёрная пешка · c5 чёрная пешка · d5 белая пешка · e5 белая пешка · f4 белая пешка · c3 белый конь · a2 белая пешка · b2 белая пешка · g2 белая пешка · h2 белая пешка · a1 белая ладья · c1 белый слон · d1 белый ферзь · e1 белый король · f1 белый слон · g1 белый конь · h1 белая ладья | a8 чёрная ладья · b8 чёрный конь · c8 чёрный слон · d8 чёрный ферзь · e8 чёрный король · h8 чёрная ладья · a7 чёрная пешка · b7 чёрная пешка · f7 чёрная пешка · g7 чёрный слон · h7 чёрная пешка · d6 чёрная пешка · f6 чёрный конь · g6 чёрная пешка · c5 чёрная пешка · d5 белая пешка · e5 белая пешка · f4 белая пешка · c3 белый конь · a2 белая пешка · b2 белая пешка · g2 белая пешка · h2 белая пешка · a1 белая ладья · c1 белый слон · d1 белый ферзь · e1 белый король · f1 белый слон · g1 белый конь · h1 белая ладья | a8 чёрная ладья · b8 чёрный конь · c8 чёрный слон · d8 чёрный ферзь · e8 чёрный король · h8 чёрная ладья · a7 чёрная пешка · b7 чёрная пешка · f7 чёрная пешка · g7 чёрный слон · h7 чёрная пешка · d6 чёрная пешка · f6 чёрный конь · g6 чёрная пешка · c5 чёрная пешка · d5 белая пешка · e5 белая пешка · f4 белая пешка · c3 белый конь · a2 белая пешка · b2 белая пешка · g2 белая пешка · h2 белая пешка · a1 белая ладья · c1 белый слон · d1 белый ферзь · e1 белый король · f1 белый слон · g1 белый конь · h1 белая ладья | 3 |
| 2 | a8 чёрная ладья · b8 чёрный конь · c8 чёрный слон · d8 чёрный ферзь · e8 чёрный король · h8 чёрная ладья · a7 чёрная пешка · b7 чёрная пешка · f7 чёрная пешка · g7 чёрный слон · h7 чёрная пешка · d6 чёрная пешка · f6 чёрный конь · g6 чёрная пешка · c5 чёрная пешка · d5 белая пешка · e5 белая пешка · f4 белая пешка · c3 белый конь · a2 белая пешка · b2 белая пешка · g2 белая пешка · h2 белая пешка · a1 белая ладья · c1 белый слон · d1 белый ферзь · e1 белый король · f1 белый слон · g1 белый конь · h1 белая ладья | a8 чёрная ладья · b8 чёрный конь · c8 чёрный слон · d8 чёрный ферзь · e8 чёрный король · h8 чёрная ладья · a7 чёрная пешка · b7 чёрная пешка · f7 чёрная пешка · g7 чёрный слон · h7 чёрная пешка · d6 чёрная пешка · f6 чёрный конь · g6 чёрная пешка · c5 чёрная пешка · d5 белая пешка · e5 белая пешка · f4 белая пешка · c3 белый конь · a2 белая пешка · b2 белая пешка · g2 белая пешка · h2 белая пешка · a1 белая ладья · c1 белый слон · d1 белый ферзь · e1 белый король · f1 белый слон · g1 белый конь · h1 белая ладья | a8 чёрная ладья · b8 чёрный конь · c8 чёрный слон · d8 чёрный ферзь · e8 чёрный король · h8 чёрная ладья · a7 чёрная пешка · b7 чёрная пешка · f7 чёрная пешка · g7 чёрный слон · h7 чёрная пешка · d6 чёрная пешка · f6 чёрный конь · g6 чёрная пешка · c5 чёрная пешка · d5 белая пешка · e5 белая пешка · f4 белая пешка · c3 белый конь · a2 белая пешка · b2 белая пешка · g2 белая пешка · h2 белая пешка · a1 белая ладья · c1 белый слон · d1 белый ферзь · e1 белый король · f1 белый слон · g1 белый конь · h1 белая ладья | a8 чёрная ладья · b8 чёрный конь · c8 чёрный слон · d8 чёрный ферзь · e8 чёрный король · h8 чёрная ладья · a7 чёрная пешка · b7 чёрная пешка · f7 чёрная пешка · g7 чёрный слон · h7 чёрная пешка · d6 чёрная пешка · f6 чёрный конь · g6 чёрная пешка · c5 чёрная пешка · d5 белая пешка · e5 белая пешка · f4 белая пешка · c3 белый конь · a2 белая пешка · b2 белая пешка · g2 белая пешка · h2 белая пешка · a1 белая ладья · c1 белый слон · d1 белый ферзь · e1 белый король · f1 белый слон · g1 белый конь · h1 белая ладья | a8 чёрная ладья · b8 чёрный конь · c8 чёрный слон · d8 чёрный ферзь · e8 чёрный король · h8 чёрная ладья · a7 чёрная пешка · b7 чёрная пешка · f7 чёрная пешка · g7 чёрный слон · h7 чёрная пешка · d6 чёрная пешка · f6 чёрный конь · g6 чёрная пешка · c5 чёрная пешка · d5 белая пешка · e5 белая пешка · f4 белая пешка · c3 белый конь · a2 белая пешка · b2 белая пешка · g2 белая пешка · h2 белая пешка · a1 белая ладья · c1 белый слон · d1 белый ферзь · e1 белый король · f1 белый слон · g1 белый конь · h1 белая ладья | a8 чёрная ладья · b8 чёрный конь · c8 чёрный слон · d8 чёрный ферзь · e8 чёрный король · h8 чёрная ладья · a7 чёрная пешка · b7 чёрная пешка · f7 чёрная пешка · g7 чёрный слон · h7 чёрная пешка · d6 чёрная пешка · f6 чёрный конь · g6 чёрная пешка · c5 чёрная пешка · d5 белая пешка · e5 белая пешка · f4 белая пешка · c3 белый конь · a2 белая пешка · b2 белая пешка · g2 белая пешка · h2 белая пешка · a1 белая ладья · c1 белый слон · d1 белый ферзь · e1 белый король · f1 белый слон · g1 белый конь · h1 белая ладья | a8 чёрная ладья · b8 чёрный конь · c8 чёрный слон · d8 чёрный ферзь · e8 чёрный король · h8 чёрная ладья · a7 чёрная пешка · b7 чёрная пешка · f7 чёрная пешка · g7 чёрный слон · h7 чёрная пешка · d6 чёрная пешка · f6 чёрный конь · g6 чёрная пешка · c5 чёрная пешка · d5 белая пешка · e5 белая пешка · f4 белая пешка · c3 белый конь · a2 белая пешка · b2 белая пешка · g2 белая пешка · h2 белая пешка · a1 белая ладья · c1 белый слон · d1 белый ферзь · e1 белый король · f1 белый слон · g1 белый конь · h1 белая ладья | a8 чёрная ладья · b8 чёрный конь · c8 чёрный слон · d8 чёрный ферзь · e8 чёрный король · h8 чёрная ладья · a7 чёрная пешка · b7 чёрная пешка · f7 чёрная пешка · g7 чёрный слон · h7 чёрная пешка · d6 чёрная пешка · f6 чёрный конь · g6 чёрная пешка · c5 чёрная пешка · d5 белая пешка · e5 белая пешка · f4 белая пешка · c3 белый конь · a2 белая пешка · b2 белая пешка · g2 белая пешка · h2 белая пешка · a1 белая ладья · c1 белый слон · d1 белый ферзь · e1 белый король · f1 белый слон · g1 белый конь · h1 белая ладья | 2 |
| 1 | a8 чёрная ладья · b8 чёрный конь · c8 чёрный слон · d8 чёрный ферзь · e8 чёрный король · h8 чёрная ладья · a7 чёрная пешка · b7 чёрная пешка · f7 чёрная пешка · g7 чёрный слон · h7 чёрная пешка · d6 чёрная пешка · f6 чёрный конь · g6 чёрная пешка · c5 чёрная пешка · d5 белая пешка · e5 белая пешка · f4 белая пешка · c3 белый конь · a2 белая пешка · b2 белая пешка · g2 белая пешка · h2 белая пешка · a1 белая ладья · c1 белый слон · d1 белый ферзь · e1 белый король · f1 белый слон · g1 белый конь · h1 белая ладья | a8 чёрная ладья · b8 чёрный конь · c8 чёрный слон · d8 чёрный ферзь · e8 чёрный король · h8 чёрная ладья · a7 чёрная пешка · b7 чёрная пешка · f7 чёрная пешка · g7 чёрный слон · h7 чёрная пешка · d6 чёрная пешка · f6 чёрный конь · g6 чёрная пешка · c5 чёрная пешка · d5 белая пешка · e5 белая пешка · f4 белая пешка · c3 белый конь · a2 белая пешка · b2 белая пешка · g2 белая пешка · h2 белая пешка · a1 белая ладья · c1 белый слон · d1 белый ферзь · e1 белый король · f1 белый слон · g1 белый конь · h1 белая ладья | a8 чёрная ладья · b8 чёрный конь · c8 чёрный слон · d8 чёрный ферзь · e8 чёрный король · h8 чёрная ладья · a7 чёрная пешка · b7 чёрная пешка · f7 чёрная пешка · g7 чёрный слон · h7 чёрная пешка · d6 чёрная пешка · f6 чёрный конь · g6 чёрная пешка · c5 чёрная пешка · d5 белая пешка · e5 белая пешка · f4 белая пешка · c3 белый конь · a2 белая пешка · b2 белая пешка · g2 белая пешка · h2 белая пешка · a1 белая ладья · c1 белый слон · d1 белый ферзь · e1 белый король · f1 белый слон · g1 белый конь · h1 белая ладья | a8 чёрная ладья · b8 чёрный конь · c8 чёрный слон · d8 чёрный ферзь · e8 чёрный король · h8 чёрная ладья · a7 чёрная пешка · b7 чёрная пешка · f7 чёрная пешка · g7 чёрный слон · h7 чёрная пешка · d6 чёрная пешка · f6 чёрный конь · g6 чёрная пешка · c5 чёрная пешка · d5 белая пешка · e5 белая пешка · f4 белая пешка · c3 белый конь · a2 белая пешка · b2 белая пешка · g2 белая пешка · h2 белая пешка · a1 белая ладья · c1 белый слон · d1 белый ферзь · e1 белый король · f1 белый слон · g1 белый конь · h1 белая ладья | a8 чёрная ладья · b8 чёрный конь · c8 чёрный слон · d8 чёрный ферзь · e8 чёрный король · h8 чёрная ладья · a7 чёрная пешка · b7 чёрная пешка · f7 чёрная пешка · g7 чёрный слон · h7 чёрная пешка · d6 чёрная пешка · f6 чёрный конь · g6 чёрная пешка · c5 чёрная пешка · d5 белая пешка · e5 белая пешка · f4 белая пешка · c3 белый конь · a2 белая пешка · b2 белая пешка · g2 белая пешка · h2 белая пешка · a1 белая ладья · c1 белый слон · d1 белый ферзь · e1 белый король · f1 белый слон · g1 белый конь · h1 белая ладья | a8 чёрная ладья · b8 чёрный конь · c8 чёрный слон · d8 чёрный ферзь · e8 чёрный король · h8 чёрная ладья · a7 чёрная пешка · b7 чёрная пешка · f7 чёрная пешка · g7 чёрный слон · h7 чёрная пешка · d6 чёрная пешка · f6 чёрный конь · g6 чёрная пешка · c5 чёрная пешка · d5 белая пешка · e5 белая пешка · f4 белая пешка · c3 белый конь · a2 белая пешка · b2 белая пешка · g2 белая пешка · h2 белая пешка · a1 белая ладья · c1 белый слон · d1 белый ферзь · e1 белый король · f1 белый слон · g1 белый конь · h1 белая ладья | a8 чёрная ладья · b8 чёрный конь · c8 чёрный слон · d8 чёрный ферзь · e8 чёрный король · h8 чёрная ладья · a7 чёрная пешка · b7 чёрная пешка · f7 чёрная пешка · g7 чёрный слон · h7 чёрная пешка · d6 чёрная пешка · f6 чёрный конь · g6 чёрная пешка · c5 чёрная пешка · d5 белая пешка · e5 белая пешка · f4 белая пешка · c3 белый конь · a2 белая пешка · b2 белая пешка · g2 белая пешка · h2 белая пешка · a1 белая ладья · c1 белый слон · d1 белый ферзь · e1 белый король · f1 белый слон · g1 белый конь · h1 белая ладья | a8 чёрная ладья · b8 чёрный конь · c8 чёрный слон · d8 чёрный ферзь · e8 чёрный король · h8 чёрная ладья · a7 чёрная пешка · b7 чёрная пешка · f7 чёрная пешка · g7 чёрный слон · h7 чёрная пешка · d6 чёрная пешка · f6 чёрный конь · g6 чёрная пешка · c5 чёрная пешка · d5 белая пешка · e5 белая пешка · f4 белая пешка · c3 белый конь · a2 белая пешка · b2 белая пешка · g2 белая пешка · h2 белая пешка · a1 белая ладья · c1 белый слон · d1 белый ферзь · e1 белый король · f1 белый слон · g1 белый конь · h1 белая ладья | 1 |
|   | a | b | c | d | e | f | g | h |   |

|   | a | b | c | d | e | f | g | h |   |
| - | --- | --- | --- | --- | --- | --- | --- | --- | - |
| 8 | a8 чёрная ладья · b8 чёрный конь · c8 чёрный слон · d8 чёрный ферзь · e8 чёрный король · f8 чёрный слон · h8 чёрная ладья · a7 чёрная пешка · b7 чёрная пешка · c7 чёрная пешка · d7 чёрная пешка · f7 чёрная пешка · g7 чёрная пешка · h7 чёрная пешка · e6 чёрная пешка · f6 чёрный конь · c4 белая пешка · e4 белая пешка · c3 белый конь · a2 белая пешка · b2 белая пешка · d2 белая пешка · f2 белая пешка · g2 белая пешка · h2 белая пешка · a1 белая ладья · c1 белый слон · d1 белый ферзь · e1 белый король · f1 белый слон · g1 белый конь · h1 белая ладья | a8 чёрная ладья · b8 чёрный конь · c8 чёрный слон · d8 чёрный ферзь · e8 чёрный король · f8 чёрный слон · h8 чёрная ладья · a7 чёрная пешка · b7 чёрная пешка · c7 чёрная пешка · d7 чёрная пешка · f7 чёрная пешка · g7 чёрная пешка · h7 чёрная пешка · e6 чёрная пешка · f6 чёрный конь · c4 белая пешка · e4 белая пешка · c3 белый конь · a2 белая пешка · b2 белая пешка · d2 белая пешка · f2 белая пешка · g2 белая пешка · h2 белая пешка · a1 белая ладья · c1 белый слон · d1 белый ферзь · e1 белый король · f1 белый слон · g1 белый конь · h1 белая ладья | a8 чёрная ладья · b8 чёрный конь · c8 чёрный слон · d8 чёрный ферзь · e8 чёрный король · f8 чёрный слон · h8 чёрная ладья · a7 чёрная пешка · b7 чёрная пешка · c7 чёрная пешка · d7 чёрная пешка · f7 чёрная пешка · g7 чёрная пешка · h7 чёрная пешка · e6 чёрная пешка · f6 чёрный конь · c4 белая пешка · e4 белая пешка · c3 белый конь · a2 белая пешка · b2 белая пешка · d2 белая пешка · f2 белая пешка · g2 белая пешка · h2 белая пешка · a1 белая ладья · c1 белый слон · d1 белый ферзь · e1 белый король · f1 белый слон · g1 белый конь · h1 белая ладья | a8 чёрная ладья · b8 чёрный конь · c8 чёрный слон · d8 чёрный ферзь · e8 чёрный король · f8 чёрный слон · h8 чёрная ладья · a7 чёрная пешка · b7 чёрная пешка · c7 чёрная пешка · d7 чёрная пешка · f7 чёрная пешка · g7 чёрная пешка · h7 чёрная пешка · e6 чёрная пешка · f6 чёрный конь · c4 белая пешка · e4 белая пешка · c3 белый конь · a2 белая пешка · b2 белая пешка · d2 белая пешка · f2 белая пешка · g2 белая пешка · h2 белая пешка · a1 белая ладья · c1 белый слон · d1 белый ферзь · e1 белый король · f1 белый слон · g1 белый конь · h1 белая ладья | a8 чёрная ладья · b8 чёрный конь · c8 чёрный слон · d8 чёрный ферзь · e8 чёрный король · f8 чёрный слон · h8 чёрная ладья · a7 чёрная пешка · b7 чёрная пешка · c7 чёрная пешка · d7 чёрная пешка · f7 чёрная пешка · g7 чёрная пешка · h7 чёрная пешка · e6 чёрная пешка · f6 чёрный конь · c4 белая пешка · e4 белая пешка · c3 белый конь · a2 белая пешка · b2 белая пешка · d2 белая пешка · f2 белая пешка · g2 белая пешка · h2 белая пешка · a1 белая ладья · c1 белый слон · d1 белый ферзь · e1 белый король · f1 белый слон · g1 белый конь · h1 белая ладья | a8 чёрная ладья · b8 чёрный конь · c8 чёрный слон · d8 чёрный ферзь · e8 чёрный король · f8 чёрный слон · h8 чёрная ладья · a7 чёрная пешка · b7 чёрная пешка · c7 чёрная пешка · d7 чёрная пешка · f7 чёрная пешка · g7 чёрная пешка · h7 чёрная пешка · e6 чёрная пешка · f6 чёрный конь · c4 белая пешка · e4 белая пешка · c3 белый конь · a2 белая пешка · b2 белая пешка · d2 белая пешка · f2 белая пешка · g2 белая пешка · h2 белая пешка · a1 белая ладья · c1 белый слон · d1 белый ферзь · e1 белый король · f1 белый слон · g1 белый конь · h1 белая ладья | a8 чёрная ладья · b8 чёрный конь · c8 чёрный слон · d8 чёрный ферзь · e8 чёрный король · f8 чёрный слон · h8 чёрная ладья · a7 чёрная пешка · b7 чёрная пешка · c7 чёрная пешка · d7 чёрная пешка · f7 чёрная пешка · g7 чёрная пешка · h7 чёрная пешка · e6 чёрная пешка · f6 чёрный конь · c4 белая пешка · e4 белая пешка · c3 белый конь · a2 белая пешка · b2 белая пешка · d2 белая пешка · f2 белая пешка · g2 белая пешка · h2 белая пешка · a1 белая ладья · c1 белый слон · d1 белый ферзь · e1 белый король · f1 белый слон · g1 белый конь · h1 белая ладья | a8 чёрная ладья · b8 чёрный конь · c8 чёрный слон · d8 чёрный ферзь · e8 чёрный король · f8 чёрный слон · h8 чёрная ладья · a7 чёрная пешка · b7 чёрная пешка · c7 чёрная пешка · d7 чёрная пешка · f7 чёрная пешка · g7 чёрная пешка · h7 чёрная пешка · e6 чёрная пешка · f6 чёрный конь · c4 белая пешка · e4 белая пешка · c3 белый конь · a2 белая пешка · b2 белая пешка · d2 белая пешка · f2 белая пешка · g2 белая пешка · h2 белая пешка · a1 белая ладья · c1 белый слон · d1 белый ферзь · e1 белый король · f1 белый слон · g1 белый конь · h1 белая ладья | 8 |
| 7 | a8 чёрная ладья · b8 чёрный конь · c8 чёрный слон · d8 чёрный ферзь · e8 чёрный король · f8 чёрный слон · h8 чёрная ладья · a7 чёрная пешка · b7 чёрная пешка · c7 чёрная пешка · d7 чёрная пешка · f7 чёрная пешка · g7 чёрная пешка · h7 чёрная пешка · e6 чёрная пешка · f6 чёрный конь · c4 белая пешка · e4 белая пешка · c3 белый конь · a2 белая пешка · b2 белая пешка · d2 белая пешка · f2 белая пешка · g2 белая пешка · h2 белая пешка · a1 белая ладья · c1 белый слон · d1 белый ферзь · e1 белый король · f1 белый слон · g1 белый конь · h1 белая ладья | a8 чёрная ладья · b8 чёрный конь · c8 чёрный слон · d8 чёрный ферзь · e8 чёрный король · f8 чёрный слон · h8 чёрная ладья · a7 чёрная пешка · b7 чёрная пешка · c7 чёрная пешка · d7 чёрная пешка · f7 чёрная пешка · g7 чёрная пешка · h7 чёрная пешка · e6 чёрная пешка · f6 чёрный конь · c4 белая пешка · e4 белая пешка · c3 белый конь · a2 белая пешка · b2 белая пешка · d2 белая пешка · f2 белая пешка · g2 белая пешка · h2 белая пешка · a1 белая ладья · c1 белый слон · d1 белый ферзь · e1 белый король · f1 белый слон · g1 белый конь · h1 белая ладья | a8 чёрная ладья · b8 чёрный конь · c8 чёрный слон · d8 чёрный ферзь · e8 чёрный король · f8 чёрный слон · h8 чёрная ладья · a7 чёрная пешка · b7 чёрная пешка · c7 чёрная пешка · d7 чёрная пешка · f7 чёрная пешка · g7 чёрная пешка · h7 чёрная пешка · e6 чёрная пешка · f6 чёрный конь · c4 белая пешка · e4 белая пешка · c3 белый конь · a2 белая пешка · b2 белая пешка · d2 белая пешка · f2 белая пешка · g2 белая пешка · h2 белая пешка · a1 белая ладья · c1 белый слон · d1 белый ферзь · e1 белый король · f1 белый слон · g1 белый конь · h1 белая ладья | a8 чёрная ладья · b8 чёрный конь · c8 чёрный слон · d8 чёрный ферзь · e8 чёрный король · f8 чёрный слон · h8 чёрная ладья · a7 чёрная пешка · b7 чёрная пешка · c7 чёрная пешка · d7 чёрная пешка · f7 чёрная пешка · g7 чёрная пешка · h7 чёрная пешка · e6 чёрная пешка · f6 чёрный конь · c4 белая пешка · e4 белая пешка · c3 белый конь · a2 белая пешка · b2 белая пешка · d2 белая пешка · f2 белая пешка · g2 белая пешка · h2 белая пешка · a1 белая ладья · c1 белый слон · d1 белый ферзь · e1 белый король · f1 белый слон · g1 белый конь · h1 белая ладья | a8 чёрная ладья · b8 чёрный конь · c8 чёрный слон · d8 чёрный ферзь · e8 чёрный король · f8 чёрный слон · h8 чёрная ладья · a7 чёрная пешка · b7 чёрная пешка · c7 чёрная пешка · d7 чёрная пешка · f7 чёрная пешка · g7 чёрная пешка · h7 чёрная пешка · e6 чёрная пешка · f6 чёрный конь · c4 белая пешка · e4 белая пешка · c3 белый конь · a2 белая пешка · b2 белая пешка · d2 белая пешка · f2 белая пешка · g2 белая пешка · h2 белая пешка · a1 белая ладья · c1 белый слон · d1 белый ферзь · e1 белый король · f1 белый слон · g1 белый конь · h1 белая ладья | a8 чёрная ладья · b8 чёрный конь · c8 чёрный слон · d8 чёрный ферзь · e8 чёрный король · f8 чёрный слон · h8 чёрная ладья · a7 чёрная пешка · b7 чёрная пешка · c7 чёрная пешка · d7 чёрная пешка · f7 чёрная пешка · g7 чёрная пешка · h7 чёрная пешка · e6 чёрная пешка · f6 чёрный конь · c4 белая пешка · e4 белая пешка · c3 белый конь · a2 белая пешка · b2 белая пешка · d2 белая пешка · f2 белая пешка · g2 белая пешка · h2 белая пешка · a1 белая ладья · c1 белый слон · d1 белый ферзь · e1 белый король · f1 белый слон · g1 белый конь · h1 белая ладья | a8 чёрная ладья · b8 чёрный конь · c8 чёрный слон · d8 чёрный ферзь · e8 чёрный король · f8 чёрный слон · h8 чёрная ладья · a7 чёрная пешка · b7 чёрная пешка · c7 чёрная пешка · d7 чёрная пешка · f7 чёрная пешка · g7 чёрная пешка · h7 чёрная пешка · e6 чёрная пешка · f6 чёрный конь · c4 белая пешка · e4 белая пешка · c3 белый конь · a2 белая пешка · b2 белая пешка · d2 белая пешка · f2 белая пешка · g2 белая пешка · h2 белая пешка · a1 белая ладья · c1 белый слон · d1 белый ферзь · e1 белый король · f1 белый слон · g1 белый конь · h1 белая ладья | a8 чёрная ладья · b8 чёрный конь · c8 чёрный слон · d8 чёрный ферзь · e8 чёрный король · f8 чёрный слон · h8 чёрная ладья · a7 чёрная пешка · b7 чёрная пешка · c7 чёрная пешка · d7 чёрная пешка · f7 чёрная пешка · g7 чёрная пешка · h7 чёрная пешка · e6 чёрная пешка · f6 чёрный конь · c4 белая пешка · e4 белая пешка · c3 белый конь · a2 белая пешка · b2 белая пешка · d2 белая пешка · f2 белая пешка · g2 белая пешка · h2 белая пешка · a1 белая ладья · c1 белый слон · d1 белый ферзь · e1 белый король · f1 белый слон · g1 белый конь · h1 белая ладья | 7 |
| 6 | a8 чёрная ладья · b8 чёрный конь · c8 чёрный слон · d8 чёрный ферзь · e8 чёрный король · f8 чёрный слон · h8 чёрная ладья · a7 чёрная пешка · b7 чёрная пешка · c7 чёрная пешка · d7 чёрная пешка · f7 чёрная пешка · g7 чёрная пешка · h7 чёрная пешка · e6 чёрная пешка · f6 чёрный конь · c4 белая пешка · e4 белая пешка · c3 белый конь · a2 белая пешка · b2 белая пешка · d2 белая пешка · f2 белая пешка · g2 белая пешка · h2 белая пешка · a1 белая ладья · c1 белый слон · d1 белый ферзь · e1 белый король · f1 белый слон · g1 белый конь · h1 белая ладья | a8 чёрная ладья · b8 чёрный конь · c8 чёрный слон · d8 чёрный ферзь · e8 чёрный король · f8 чёрный слон · h8 чёрная ладья · a7 чёрная пешка · b7 чёрная пешка · c7 чёрная пешка · d7 чёрная пешка · f7 чёрная пешка · g7 чёрная пешка · h7 чёрная пешка · e6 чёрная пешка · f6 чёрный конь · c4 белая пешка · e4 белая пешка · c3 белый конь · a2 белая пешка · b2 белая пешка · d2 белая пешка · f2 белая пешка · g2 белая пешка · h2 белая пешка · a1 белая ладья · c1 белый слон · d1 белый ферзь · e1 белый король · f1 белый слон · g1 белый конь · h1 белая ладья | a8 чёрная ладья · b8 чёрный конь · c8 чёрный слон · d8 чёрный ферзь · e8 чёрный король · f8 чёрный слон · h8 чёрная ладья · a7 чёрная пешка · b7 чёрная пешка · c7 чёрная пешка · d7 чёрная пешка · f7 чёрная пешка · g7 чёрная пешка · h7 чёрная пешка · e6 чёрная пешка · f6 чёрный конь · c4 белая пешка · e4 белая пешка · c3 белый конь · a2 белая пешка · b2 белая пешка · d2 белая пешка · f2 белая пешка · g2 белая пешка · h2 белая пешка · a1 белая ладья · c1 белый слон · d1 белый ферзь · e1 белый король · f1 белый слон · g1 белый конь · h1 белая ладья | a8 чёрная ладья · b8 чёрный конь · c8 чёрный слон · d8 чёрный ферзь · e8 чёрный король · f8 чёрный слон · h8 чёрная ладья · a7 чёрная пешка · b7 чёрная пешка · c7 чёрная пешка · d7 чёрная пешка · f7 чёрная пешка · g7 чёрная пешка · h7 чёрная пешка · e6 чёрная пешка · f6 чёрный конь · c4 белая пешка · e4 белая пешка · c3 белый конь · a2 белая пешка · b2 белая пешка · d2 белая пешка · f2 белая пешка · g2 белая пешка · h2 белая пешка · a1 белая ладья · c1 белый слон · d1 белый ферзь · e1 белый король · f1 белый слон · g1 белый конь · h1 белая ладья | a8 чёрная ладья · b8 чёрный конь · c8 чёрный слон · d8 чёрный ферзь · e8 чёрный король · f8 чёрный слон · h8 чёрная ладья · a7 чёрная пешка · b7 чёрная пешка · c7 чёрная пешка · d7 чёрная пешка · f7 чёрная пешка · g7 чёрная пешка · h7 чёрная пешка · e6 чёрная пешка · f6 чёрный конь · c4 белая пешка · e4 белая пешка · c3 белый конь · a2 белая пешка · b2 белая пешка · d2 белая пешка · f2 белая пешка · g2 белая пешка · h2 белая пешка · a1 белая ладья · c1 белый слон · d1 белый ферзь · e1 белый король · f1 белый слон · g1 белый конь · h1 белая ладья | a8 чёрная ладья · b8 чёрный конь · c8 чёрный слон · d8 чёрный ферзь · e8 чёрный король · f8 чёрный слон · h8 чёрная ладья · a7 чёрная пешка · b7 чёрная пешка · c7 чёрная пешка · d7 чёрная пешка · f7 чёрная пешка · g7 чёрная пешка · h7 чёрная пешка · e6 чёрная пешка · f6 чёрный конь · c4 белая пешка · e4 белая пешка · c3 белый конь · a2 белая пешка · b2 белая пешка · d2 белая пешка · f2 белая пешка · g2 белая пешка · h2 белая пешка · a1 белая ладья · c1 белый слон · d1 белый ферзь · e1 белый король · f1 белый слон · g1 белый конь · h1 белая ладья | a8 чёрная ладья · b8 чёрный конь · c8 чёрный слон · d8 чёрный ферзь · e8 чёрный король · f8 чёрный слон · h8 чёрная ладья · a7 чёрная пешка · b7 чёрная пешка · c7 чёрная пешка · d7 чёрная пешка · f7 чёрная пешка · g7 чёрная пешка · h7 чёрная пешка · e6 чёрная пешка · f6 чёрный конь · c4 белая пешка · e4 белая пешка · c3 белый конь · a2 белая пешка · b2 белая пешка · d2 белая пешка · f2 белая пешка · g2 белая пешка · h2 белая пешка · a1 белая ладья · c1 белый слон · d1 белый ферзь · e1 белый король · f1 белый слон · g1 белый конь · h1 белая ладья | a8 чёрная ладья · b8 чёрный конь · c8 чёрный слон · d8 чёрный ферзь · e8 чёрный король · f8 чёрный слон · h8 чёрная ладья · a7 чёрная пешка · b7 чёрная пешка · c7 чёрная пешка · d7 чёрная пешка · f7 чёрная пешка · g7 чёрная пешка · h7 чёрная пешка · e6 чёрная пешка · f6 чёрный конь · c4 белая пешка · e4 белая пешка · c3 белый конь · a2 белая пешка · b2 белая пешка · d2 белая пешка · f2 белая пешка · g2 белая пешка · h2 белая пешка · a1 белая ладья · c1 белый слон · d1 белый ферзь · e1 белый король · f1 белый слон · g1 белый конь · h1 белая ладья | 6 |
| 5 | a8 чёрная ладья · b8 чёрный конь · c8 чёрный слон · d8 чёрный ферзь · e8 чёрный король · f8 чёрный слон · h8 чёрная ладья · a7 чёрная пешка · b7 чёрная пешка · c7 чёрная пешка · d7 чёрная пешка · f7 чёрная пешка · g7 чёрная пешка · h7 чёрная пешка · e6 чёрная пешка · f6 чёрный конь · c4 белая пешка · e4 белая пешка · c3 белый конь · a2 белая пешка · b2 белая пешка · d2 белая пешка · f2 белая пешка · g2 белая пешка · h2 белая пешка · a1 белая ладья · c1 белый слон · d1 белый ферзь · e1 белый король · f1 белый слон · g1 белый конь · h1 белая ладья | a8 чёрная ладья · b8 чёрный конь · c8 чёрный слон · d8 чёрный ферзь · e8 чёрный король · f8 чёрный слон · h8 чёрная ладья · a7 чёрная пешка · b7 чёрная пешка · c7 чёрная пешка · d7 чёрная пешка · f7 чёрная пешка · g7 чёрная пешка · h7 чёрная пешка · e6 чёрная пешка · f6 чёрный конь · c4 белая пешка · e4 белая пешка · c3 белый конь · a2 белая пешка · b2 белая пешка · d2 белая пешка · f2 белая пешка · g2 белая пешка · h2 белая пешка · a1 белая ладья · c1 белый слон · d1 белый ферзь · e1 белый король · f1 белый слон · g1 белый конь · h1 белая ладья | a8 чёрная ладья · b8 чёрный конь · c8 чёрный слон · d8 чёрный ферзь · e8 чёрный король · f8 чёрный слон · h8 чёрная ладья · a7 чёрная пешка · b7 чёрная пешка · c7 чёрная пешка · d7 чёрная пешка · f7 чёрная пешка · g7 чёрная пешка · h7 чёрная пешка · e6 чёрная пешка · f6 чёрный конь · c4 белая пешка · e4 белая пешка · c3 белый конь · a2 белая пешка · b2 белая пешка · d2 белая пешка · f2 белая пешка · g2 белая пешка · h2 белая пешка · a1 белая ладья · c1 белый слон · d1 белый ферзь · e1 белый король · f1 белый слон · g1 белый конь · h1 белая ладья | a8 чёрная ладья · b8 чёрный конь · c8 чёрный слон · d8 чёрный ферзь · e8 чёрный король · f8 чёрный слон · h8 чёрная ладья · a7 чёрная пешка · b7 чёрная пешка · c7 чёрная пешка · d7 чёрная пешка · f7 чёрная пешка · g7 чёрная пешка · h7 чёрная пешка · e6 чёрная пешка · f6 чёрный конь · c4 белая пешка · e4 белая пешка · c3 белый конь · a2 белая пешка · b2 белая пешка · d2 белая пешка · f2 белая пешка · g2 белая пешка · h2 белая пешка · a1 белая ладья · c1 белый слон · d1 белый ферзь · e1 белый король · f1 белый слон · g1 белый конь · h1 белая ладья | a8 чёрная ладья · b8 чёрный конь · c8 чёрный слон · d8 чёрный ферзь · e8 чёрный король · f8 чёрный слон · h8 чёрная ладья · a7 чёрная пешка · b7 чёрная пешка · c7 чёрная пешка · d7 чёрная пешка · f7 чёрная пешка · g7 чёрная пешка · h7 чёрная пешка · e6 чёрная пешка · f6 чёрный конь · c4 белая пешка · e4 белая пешка · c3 белый конь · a2 белая пешка · b2 белая пешка · d2 белая пешка · f2 белая пешка · g2 белая пешка · h2 белая пешка · a1 белая ладья · c1 белый слон · d1 белый ферзь · e1 белый король · f1 белый слон · g1 белый конь · h1 белая ладья | a8 чёрная ладья · b8 чёрный конь · c8 чёрный слон · d8 чёрный ферзь · e8 чёрный король · f8 чёрный слон · h8 чёрная ладья · a7 чёрная пешка · b7 чёрная пешка · c7 чёрная пешка · d7 чёрная пешка · f7 чёрная пешка · g7 чёрная пешка · h7 чёрная пешка · e6 чёрная пешка · f6 чёрный конь · c4 белая пешка · e4 белая пешка · c3 белый конь · a2 белая пешка · b2 белая пешка · d2 белая пешка · f2 белая пешка · g2 белая пешка · h2 белая пешка · a1 белая ладья · c1 белый слон · d1 белый ферзь · e1 белый король · f1 белый слон · g1 белый конь · h1 белая ладья | a8 чёрная ладья · b8 чёрный конь · c8 чёрный слон · d8 чёрный ферзь · e8 чёрный король · f8 чёрный слон · h8 чёрная ладья · a7 чёрная пешка · b7 чёрная пешка · c7 чёрная пешка · d7 чёрная пешка · f7 чёрная пешка · g7 чёрная пешка · h7 чёрная пешка · e6 чёрная пешка · f6 чёрный конь · c4 белая пешка · e4 белая пешка · c3 белый конь · a2 белая пешка · b2 белая пешка · d2 белая пешка · f2 белая пешка · g2 белая пешка · h2 белая пешка · a1 белая ладья · c1 белый слон · d1 белый ферзь · e1 белый король · f1 белый слон · g1 белый конь · h1 белая ладья | a8 чёрная ладья · b8 чёрный конь · c8 чёрный слон · d8 чёрный ферзь · e8 чёрный король · f8 чёрный слон · h8 чёрная ладья · a7 чёрная пешка · b7 чёрная пешка · c7 чёрная пешка · d7 чёрная пешка · f7 чёрная пешка · g7 чёрная пешка · h7 чёрная пешка · e6 чёрная пешка · f6 чёрный конь · c4 белая пешка · e4 белая пешка · c3 белый конь · a2 белая пешка · b2 белая пешка · d2 белая пешка · f2 белая пешка · g2 белая пешка · h2 белая пешка · a1 белая ладья · c1 белый слон · d1 белый ферзь · e1 белый король · f1 белый слон · g1 белый конь · h1 белая ладья | 5 |
| 4 | a8 чёрная ладья · b8 чёрный конь · c8 чёрный слон · d8 чёрный ферзь · e8 чёрный король · f8 чёрный слон · h8 чёрная ладья · a7 чёрная пешка · b7 чёрная пешка · c7 чёрная пешка · d7 чёрная пешка · f7 чёрная пешка · g7 чёрная пешка · h7 чёрная пешка · e6 чёрная пешка · f6 чёрный конь · c4 белая пешка · e4 белая пешка · c3 белый конь · a2 белая пешка · b2 белая пешка · d2 белая пешка · f2 белая пешка · g2 белая пешка · h2 белая пешка · a1 белая ладья · c1 белый слон · d1 белый ферзь · e1 белый король · f1 белый слон · g1 белый конь · h1 белая ладья | a8 чёрная ладья · b8 чёрный конь · c8 чёрный слон · d8 чёрный ферзь · e8 чёрный король · f8 чёрный слон · h8 чёрная ладья · a7 чёрная пешка · b7 чёрная пешка · c7 чёрная пешка · d7 чёрная пешка · f7 чёрная пешка · g7 чёрная пешка · h7 чёрная пешка · e6 чёрная пешка · f6 чёрный конь · c4 белая пешка · e4 белая пешка · c3 белый конь · a2 белая пешка · b2 белая пешка · d2 белая пешка · f2 белая пешка · g2 белая пешка · h2 белая пешка · a1 белая ладья · c1 белый слон · d1 белый ферзь · e1 белый король · f1 белый слон · g1 белый конь · h1 белая ладья | a8 чёрная ладья · b8 чёрный конь · c8 чёрный слон · d8 чёрный ферзь · e8 чёрный король · f8 чёрный слон · h8 чёрная ладья · a7 чёрная пешка · b7 чёрная пешка · c7 чёрная пешка · d7 чёрная пешка · f7 чёрная пешка · g7 чёрная пешка · h7 чёрная пешка · e6 чёрная пешка · f6 чёрный конь · c4 белая пешка · e4 белая пешка · c3 белый конь · a2 белая пешка · b2 белая пешка · d2 белая пешка · f2 белая пешка · g2 белая пешка · h2 белая пешка · a1 белая ладья · c1 белый слон · d1 белый ферзь · e1 белый король · f1 белый слон · g1 белый конь · h1 белая ладья | a8 чёрная ладья · b8 чёрный конь · c8 чёрный слон · d8 чёрный ферзь · e8 чёрный король · f8 чёрный слон · h8 чёрная ладья · a7 чёрная пешка · b7 чёрная пешка · c7 чёрная пешка · d7 чёрная пешка · f7 чёрная пешка · g7 чёрная пешка · h7 чёрная пешка · e6 чёрная пешка · f6 чёрный конь · c4 белая пешка · e4 белая пешка · c3 белый конь · a2 белая пешка · b2 белая пешка · d2 белая пешка · f2 белая пешка · g2 белая пешка · h2 белая пешка · a1 белая ладья · c1 белый слон · d1 белый ферзь · e1 белый король · f1 белый слон · g1 белый конь · h1 белая ладья | a8 чёрная ладья · b8 чёрный конь · c8 чёрный слон · d8 чёрный ферзь · e8 чёрный король · f8 чёрный слон · h8 чёрная ладья · a7 чёрная пешка · b7 чёрная пешка · c7 чёрная пешка · d7 чёрная пешка · f7 чёрная пешка · g7 чёрная пешка · h7 чёрная пешка · e6 чёрная пешка · f6 чёрный конь · c4 белая пешка · e4 белая пешка · c3 белый конь · a2 белая пешка · b2 белая пешка · d2 белая пешка · f2 белая пешка · g2 белая пешка · h2 белая пешка · a1 белая ладья · c1 белый слон · d1 белый ферзь · e1 белый король · f1 белый слон · g1 белый конь · h1 белая ладья | a8 чёрная ладья · b8 чёрный конь · c8 чёрный слон · d8 чёрный ферзь · e8 чёрный король · f8 чёрный слон · h8 чёрная ладья · a7 чёрная пешка · b7 чёрная пешка · c7 чёрная пешка · d7 чёрная пешка · f7 чёрная пешка · g7 чёрная пешка · h7 чёрная пешка · e6 чёрная пешка · f6 чёрный конь · c4 белая пешка · e4 белая пешка · c3 белый конь · a2 белая пешка · b2 белая пешка · d2 белая пешка · f2 белая пешка · g2 белая пешка · h2 белая пешка · a1 белая ладья · c1 белый слон · d1 белый ферзь · e1 белый король · f1 белый слон · g1 белый конь · h1 белая ладья | a8 чёрная ладья · b8 чёрный конь · c8 чёрный слон · d8 чёрный ферзь · e8 чёрный король · f8 чёрный слон · h8 чёрная ладья · a7 чёрная пешка · b7 чёрная пешка · c7 чёрная пешка · d7 чёрная пешка · f7 чёрная пешка · g7 чёрная пешка · h7 чёрная пешка · e6 чёрная пешка · f6 чёрный конь · c4 белая пешка · e4 белая пешка · c3 белый конь · a2 белая пешка · b2 белая пешка · d2 белая пешка · f2 белая пешка · g2 белая пешка · h2 белая пешка · a1 белая ладья · c1 белый слон · d1 белый ферзь · e1 белый король · f1 белый слон · g1 белый конь · h1 белая ладья | a8 чёрная ладья · b8 чёрный конь · c8 чёрный слон · d8 чёрный ферзь · e8 чёрный король · f8 чёрный слон · h8 чёрная ладья · a7 чёрная пешка · b7 чёрная пешка · c7 чёрная пешка · d7 чёрная пешка · f7 чёрная пешка · g7 чёрная пешка · h7 чёрная пешка · e6 чёрная пешка · f6 чёрный конь · c4 белая пешка · e4 белая пешка · c3 белый конь · a2 белая пешка · b2 белая пешка · d2 белая пешка · f2 белая пешка · g2 белая пешка · h2 белая пешка · a1 белая ладья · c1 белый слон · d1 белый ферзь · e1 белый король · f1 белый слон · g1 белый конь · h1 белая ладья | 4 |
| 3 | a8 чёрная ладья · b8 чёрный конь · c8 чёрный слон · d8 чёрный ферзь · e8 чёрный король · f8 чёрный слон · h8 чёрная ладья · a7 чёрная пешка · b7 чёрная пешка · c7 чёрная пешка · d7 чёрная пешка · f7 чёрная пешка · g7 чёрная пешка · h7 чёрная пешка · e6 чёрная пешка · f6 чёрный конь · c4 белая пешка · e4 белая пешка · c3 белый конь · a2 белая пешка · b2 белая пешка · d2 белая пешка · f2 белая пешка · g2 белая пешка · h2 белая пешка · a1 белая ладья · c1 белый слон · d1 белый ферзь · e1 белый король · f1 белый слон · g1 белый конь · h1 белая ладья | a8 чёрная ладья · b8 чёрный конь · c8 чёрный слон · d8 чёрный ферзь · e8 чёрный король · f8 чёрный слон · h8 чёрная ладья · a7 чёрная пешка · b7 чёрная пешка · c7 чёрная пешка · d7 чёрная пешка · f7 чёрная пешка · g7 чёрная пешка · h7 чёрная пешка · e6 чёрная пешка · f6 чёрный конь · c4 белая пешка · e4 белая пешка · c3 белый конь · a2 белая пешка · b2 белая пешка · d2 белая пешка · f2 белая пешка · g2 белая пешка · h2 белая пешка · a1 белая ладья · c1 белый слон · d1 белый ферзь · e1 белый король · f1 белый слон · g1 белый конь · h1 белая ладья | a8 чёрная ладья · b8 чёрный конь · c8 чёрный слон · d8 чёрный ферзь · e8 чёрный король · f8 чёрный слон · h8 чёрная ладья · a7 чёрная пешка · b7 чёрная пешка · c7 чёрная пешка · d7 чёрная пешка · f7 чёрная пешка · g7 чёрная пешка · h7 чёрная пешка · e6 чёрная пешка · f6 чёрный конь · c4 белая пешка · e4 белая пешка · c3 белый конь · a2 белая пешка · b2 белая пешка · d2 белая пешка · f2 белая пешка · g2 белая пешка · h2 белая пешка · a1 белая ладья · c1 белый слон · d1 белый ферзь · e1 белый король · f1 белый слон · g1 белый конь · h1 белая ладья | a8 чёрная ладья · b8 чёрный конь · c8 чёрный слон · d8 чёрный ферзь · e8 чёрный король · f8 чёрный слон · h8 чёрная ладья · a7 чёрная пешка · b7 чёрная пешка · c7 чёрная пешка · d7 чёрная пешка · f7 чёрная пешка · g7 чёрная пешка · h7 чёрная пешка · e6 чёрная пешка · f6 чёрный конь · c4 белая пешка · e4 белая пешка · c3 белый конь · a2 белая пешка · b2 белая пешка · d2 белая пешка · f2 белая пешка · g2 белая пешка · h2 белая пешка · a1 белая ладья · c1 белый слон · d1 белый ферзь · e1 белый король · f1 белый слон · g1 белый конь · h1 белая ладья | a8 чёрная ладья · b8 чёрный конь · c8 чёрный слон · d8 чёрный ферзь · e8 чёрный король · f8 чёрный слон · h8 чёрная ладья · a7 чёрная пешка · b7 чёрная пешка · c7 чёрная пешка · d7 чёрная пешка · f7 чёрная пешка · g7 чёрная пешка · h7 чёрная пешка · e6 чёрная пешка · f6 чёрный конь · c4 белая пешка · e4 белая пешка · c3 белый конь · a2 белая пешка · b2 белая пешка · d2 белая пешка · f2 белая пешка · g2 белая пешка · h2 белая пешка · a1 белая ладья · c1 белый слон · d1 белый ферзь · e1 белый король · f1 белый слон · g1 белый конь · h1 белая ладья | a8 чёрная ладья · b8 чёрный конь · c8 чёрный слон · d8 чёрный ферзь · e8 чёрный король · f8 чёрный слон · h8 чёрная ладья · a7 чёрная пешка · b7 чёрная пешка · c7 чёрная пешка · d7 чёрная пешка · f7 чёрная пешка · g7 чёрная пешка · h7 чёрная пешка · e6 чёрная пешка · f6 чёрный конь · c4 белая пешка · e4 белая пешка · c3 белый конь · a2 белая пешка · b2 белая пешка · d2 белая пешка · f2 белая пешка · g2 белая пешка · h2 белая пешка · a1 белая ладья · c1 белый слон · d1 белый ферзь · e1 белый король · f1 белый слон · g1 белый конь · h1 белая ладья | a8 чёрная ладья · b8 чёрный конь · c8 чёрный слон · d8 чёрный ферзь · e8 чёрный король · f8 чёрный слон · h8 чёрная ладья · a7 чёрная пешка · b7 чёрная пешка · c7 чёрная пешка · d7 чёрная пешка · f7 чёрная пешка · g7 чёрная пешка · h7 чёрная пешка · e6 чёрная пешка · f6 чёрный конь · c4 белая пешка · e4 белая пешка · c3 белый конь · a2 белая пешка · b2 белая пешка · d2 белая пешка · f2 белая пешка · g2 белая пешка · h2 белая пешка · a1 белая ладья · c1 белый слон · d1 белый ферзь · e1 белый король · f1 белый слон · g1 белый конь · h1 белая ладья | a8 чёрная ладья · b8 чёрный конь · c8 чёрный слон · d8 чёрный ферзь · e8 чёрный король · f8 чёрный слон · h8 чёрная ладья · a7 чёрная пешка · b7 чёрная пешка · c7 чёрная пешка · d7 чёрная пешка · f7 чёрная пешка · g7 чёрная пешка · h7 чёрная пешка · e6 чёрная пешка · f6 чёрный конь · c4 белая пешка · e4 белая пешка · c3 белый конь · a2 белая пешка · b2 белая пешка · d2 белая пешка · f2 белая пешка · g2 белая пешка · h2 белая пешка · a1 белая ладья · c1 белый слон · d1 белый ферзь · e1 белый король · f1 белый слон · g1 белый конь · h1 белая ладья | 3 |
| 2 | a8 чёрная ладья · b8 чёрный конь · c8 чёрный слон · d8 чёрный ферзь · e8 чёрный король · f8 чёрный слон · h8 чёрная ладья · a7 чёрная пешка · b7 чёрная пешка · c7 чёрная пешка · d7 чёрная пешка · f7 чёрная пешка · g7 чёрная пешка · h7 чёрная пешка · e6 чёрная пешка · f6 чёрный конь · c4 белая пешка · e4 белая пешка · c3 белый конь · a2 белая пешка · b2 белая пешка · d2 белая пешка · f2 белая пешка · g2 белая пешка · h2 белая пешка · a1 белая ладья · c1 белый слон · d1 белый ферзь · e1 белый король · f1 белый слон · g1 белый конь · h1 белая ладья | a8 чёрная ладья · b8 чёрный конь · c8 чёрный слон · d8 чёрный ферзь · e8 чёрный король · f8 чёрный слон · h8 чёрная ладья · a7 чёрная пешка · b7 чёрная пешка · c7 чёрная пешка · d7 чёрная пешка · f7 чёрная пешка · g7 чёрная пешка · h7 чёрная пешка · e6 чёрная пешка · f6 чёрный конь · c4 белая пешка · e4 белая пешка · c3 белый конь · a2 белая пешка · b2 белая пешка · d2 белая пешка · f2 белая пешка · g2 белая пешка · h2 белая пешка · a1 белая ладья · c1 белый слон · d1 белый ферзь · e1 белый король · f1 белый слон · g1 белый конь · h1 белая ладья | a8 чёрная ладья · b8 чёрный конь · c8 чёрный слон · d8 чёрный ферзь · e8 чёрный король · f8 чёрный слон · h8 чёрная ладья · a7 чёрная пешка · b7 чёрная пешка · c7 чёрная пешка · d7 чёрная пешка · f7 чёрная пешка · g7 чёрная пешка · h7 чёрная пешка · e6 чёрная пешка · f6 чёрный конь · c4 белая пешка · e4 белая пешка · c3 белый конь · a2 белая пешка · b2 белая пешка · d2 белая пешка · f2 белая пешка · g2 белая пешка · h2 белая пешка · a1 белая ладья · c1 белый слон · d1 белый ферзь · e1 белый король · f1 белый слон · g1 белый конь · h1 белая ладья | a8 чёрная ладья · b8 чёрный конь · c8 чёрный слон · d8 чёрный ферзь · e8 чёрный король · f8 чёрный слон · h8 чёрная ладья · a7 чёрная пешка · b7 чёрная пешка · c7 чёрная пешка · d7 чёрная пешка · f7 чёрная пешка · g7 чёрная пешка · h7 чёрная пешка · e6 чёрная пешка · f6 чёрный конь · c4 белая пешка · e4 белая пешка · c3 белый конь · a2 белая пешка · b2 белая пешка · d2 белая пешка · f2 белая пешка · g2 белая пешка · h2 белая пешка · a1 белая ладья · c1 белый слон · d1 белый ферзь · e1 белый король · f1 белый слон · g1 белый конь · h1 белая ладья | a8 чёрная ладья · b8 чёрный конь · c8 чёрный слон · d8 чёрный ферзь · e8 чёрный король · f8 чёрный слон · h8 чёрная ладья · a7 чёрная пешка · b7 чёрная пешка · c7 чёрная пешка · d7 чёрная пешка · f7 чёрная пешка · g7 чёрная пешка · h7 чёрная пешка · e6 чёрная пешка · f6 чёрный конь · c4 белая пешка · e4 белая пешка · c3 белый конь · a2 белая пешка · b2 белая пешка · d2 белая пешка · f2 белая пешка · g2 белая пешка · h2 белая пешка · a1 белая ладья · c1 белый слон · d1 белый ферзь · e1 белый король · f1 белый слон · g1 белый конь · h1 белая ладья | a8 чёрная ладья · b8 чёрный конь · c8 чёрный слон · d8 чёрный ферзь · e8 чёрный король · f8 чёрный слон · h8 чёрная ладья · a7 чёрная пешка · b7 чёрная пешка · c7 чёрная пешка · d7 чёрная пешка · f7 чёрная пешка · g7 чёрная пешка · h7 чёрная пешка · e6 чёрная пешка · f6 чёрный конь · c4 белая пешка · e4 белая пешка · c3 белый конь · a2 белая пешка · b2 белая пешка · d2 белая пешка · f2 белая пешка · g2 белая пешка · h2 белая пешка · a1 белая ладья · c1 белый слон · d1 белый ферзь · e1 белый король · f1 белый слон · g1 белый конь · h1 белая ладья | a8 чёрная ладья · b8 чёрный конь · c8 чёрный слон · d8 чёрный ферзь · e8 чёрный король · f8 чёрный слон · h8 чёрная ладья · a7 чёрная пешка · b7 чёрная пешка · c7 чёрная пешка · d7 чёрная пешка · f7 чёрная пешка · g7 чёрная пешка · h7 чёрная пешка · e6 чёрная пешка · f6 чёрный конь · c4 белая пешка · e4 белая пешка · c3 белый конь · a2 белая пешка · b2 белая пешка · d2 белая пешка · f2 белая пешка · g2 белая пешка · h2 белая пешка · a1 белая ладья · c1 белый слон · d1 белый ферзь · e1 белый король · f1 белый слон · g1 белый конь · h1 белая ладья | a8 чёрная ладья · b8 чёрный конь · c8 чёрный слон · d8 чёрный ферзь · e8 чёрный король · f8 чёрный слон · h8 чёрная ладья · a7 чёрная пешка · b7 чёрная пешка · c7 чёрная пешка · d7 чёрная пешка · f7 чёрная пешка · g7 чёрная пешка · h7 чёрная пешка · e6 чёрная пешка · f6 чёрный конь · c4 белая пешка · e4 белая пешка · c3 белый конь · a2 белая пешка · b2 белая пешка · d2 белая пешка · f2 белая пешка · g2 белая пешка · h2 белая пешка · a1 белая ладья · c1 белый слон · d1 белый ферзь · e1 белый король · f1 белый слон · g1 белый конь · h1 белая ладья | 2 |
| 1 | a8 чёрная ладья · b8 чёрный конь · c8 чёрный слон · d8 чёрный ферзь · e8 чёрный король · f8 чёрный слон · h8 чёрная ладья · a7 чёрная пешка · b7 чёрная пешка · c7 чёрная пешка · d7 чёрная пешка · f7 чёрная пешка · g7 чёрная пешка · h7 чёрная пешка · e6 чёрная пешка · f6 чёрный конь · c4 белая пешка · e4 белая пешка · c3 белый конь · a2 белая пешка · b2 белая пешка · d2 белая пешка · f2 белая пешка · g2 белая пешка · h2 белая пешка · a1 белая ладья · c1 белый слон · d1 белый ферзь · e1 белый король · f1 белый слон · g1 белый конь · h1 белая ладья | a8 чёрная ладья · b8 чёрный конь · c8 чёрный слон · d8 чёрный ферзь · e8 чёрный король · f8 чёрный слон · h8 чёрная ладья · a7 чёрная пешка · b7 чёрная пешка · c7 чёрная пешка · d7 чёрная пешка · f7 чёрная пешка · g7 чёрная пешка · h7 чёрная пешка · e6 чёрная пешка · f6 чёрный конь · c4 белая пешка · e4 белая пешка · c3 белый конь · a2 белая пешка · b2 белая пешка · d2 белая пешка · f2 белая пешка · g2 белая пешка · h2 белая пешка · a1 белая ладья · c1 белый слон · d1 белый ферзь · e1 белый король · f1 белый слон · g1 белый конь · h1 белая ладья | a8 чёрная ладья · b8 чёрный конь · c8 чёрный слон · d8 чёрный ферзь · e8 чёрный король · f8 чёрный слон · h8 чёрная ладья · a7 чёрная пешка · b7 чёрная пешка · c7 чёрная пешка · d7 чёрная пешка · f7 чёрная пешка · g7 чёрная пешка · h7 чёрная пешка · e6 чёрная пешка · f6 чёрный конь · c4 белая пешка · e4 белая пешка · c3 белый конь · a2 белая пешка · b2 белая пешка · d2 белая пешка · f2 белая пешка · g2 белая пешка · h2 белая пешка · a1 белая ладья · c1 белый слон · d1 белый ферзь · e1 белый король · f1 белый слон · g1 белый конь · h1 белая ладья | a8 чёрная ладья · b8 чёрный конь · c8 чёрный слон · d8 чёрный ферзь · e8 чёрный король · f8 чёрный слон · h8 чёрная ладья · a7 чёрная пешка · b7 чёрная пешка · c7 чёрная пешка · d7 чёрная пешка · f7 чёрная пешка · g7 чёрная пешка · h7 чёрная пешка · e6 чёрная пешка · f6 чёрный конь · c4 белая пешка · e4 белая пешка · c3 белый конь · a2 белая пешка · b2 белая пешка · d2 белая пешка · f2 белая пешка · g2 белая пешка · h2 белая пешка · a1 белая ладья · c1 белый слон · d1 белый ферзь · e1 белый король · f1 белый слон · g1 белый конь · h1 белая ладья | a8 чёрная ладья · b8 чёрный конь · c8 чёрный слон · d8 чёрный ферзь · e8 чёрный король · f8 чёрный слон · h8 чёрная ладья · a7 чёрная пешка · b7 чёрная пешка · c7 чёрная пешка · d7 чёрная пешка · f7 чёрная пешка · g7 чёрная пешка · h7 чёрная пешка · e6 чёрная пешка · f6 чёрный конь · c4 белая пешка · e4 белая пешка · c3 белый конь · a2 белая пешка · b2 белая пешка · d2 белая пешка · f2 белая пешка · g2 белая пешка · h2 белая пешка · a1 белая ладья · c1 белый слон · d1 белый ферзь · e1 белый король · f1 белый слон · g1 белый конь · h1 белая ладья | a8 чёрная ладья · b8 чёрный конь · c8 чёрный слон · d8 чёрный ферзь · e8 чёрный король · f8 чёрный слон · h8 чёрная ладья · a7 чёрная пешка · b7 чёрная пешка · c7 чёрная пешка · d7 чёрная пешка · f7 чёрная пешка · g7 чёрная пешка · h7 чёрная пешка · e6 чёрная пешка · f6 чёрный конь · c4 белая пешка · e4 белая пешка · c3 белый конь · a2 белая пешка · b2 белая пешка · d2 белая пешка · f2 белая пешка · g2 белая пешка · h2 белая пешка · a1 белая ладья · c1 белый слон · d1 белый ферзь · e1 белый король · f1 белый слон · g1 белый конь · h1 белая ладья | a8 чёрная ладья · b8 чёрный конь · c8 чёрный слон · d8 чёрный ферзь · e8 чёрный король · f8 чёрный слон · h8 чёрная ладья · a7 чёрная пешка · b7 чёрная пешка · c7 чёрная пешка · d7 чёрная пешка · f7 чёрная пешка · g7 чёрная пешка · h7 чёрная пешка · e6 чёрная пешка · f6 чёрный конь · c4 белая пешка · e4 белая пешка · c3 белый конь · a2 белая пешка · b2 белая пешка · d2 белая пешка · f2 белая пешка · g2 белая пешка · h2 белая пешка · a1 белая ладья · c1 белый слон · d1 белый ферзь · e1 белый король · f1 белый слон · g1 белый конь · h1 белая ладья | a8 чёрная ладья · b8 чёрный конь · c8 чёрный слон · d8 чёрный ферзь · e8 чёрный король · f8 чёрный слон · h8 чёрная ладья · a7 чёрная пешка · b7 чёрная пешка · c7 чёрная пешка · d7 чёрная пешка · f7 чёрная пешка · g7 чёрная пешка · h7 чёрная пешка · e6 чёрная пешка · f6 чёрный конь · c4 белая пешка · e4 белая пешка · c3 белый конь · a2 белая пешка · b2 белая пешка · d2 белая пешка · f2 белая пешка · g2 белая пешка · h2 белая пешка · a1 белая ладья · c1 белый слон · d1 белый ферзь · e1 белый король · f1 белый слон · g1 белый конь · h1 белая ладья | 1 |
|   | a | b | c | d | e | f | g | h |   |

|   | a | b | c | d | e | f | g | h |   |
| - | --- | --- | --- | --- | --- | --- | --- | --- | - |
| 8 | a8 чёрная ладья · b8 чёрный конь · c8 чёрный слон · d8 чёрный ферзь · e8 чёрный король · h8 чёрная ладья · a7 чёрная пешка · b7 чёрная пешка · c7 чёрная пешка · d7 чёрная пешка · f7 чёрная пешка · g7 чёрная пешка · h7 чёрная пешка · e6 чёрная пешка · f6 чёрный конь · b4 чёрный слон · c4 белая пешка · d4 белая пешка · c3 белый конь · d3 белый ферзь · a2 белая пешка · b2 белая пешка · e2 белая пешка · f2 белая пешка · g2 белая пешка · h2 белая пешка · a1 белая ладья · c1 белый слон · e1 белый король · f1 белый слон · g1 белый конь · h1 белая ладья | a8 чёрная ладья · b8 чёрный конь · c8 чёрный слон · d8 чёрный ферзь · e8 чёрный король · h8 чёрная ладья · a7 чёрная пешка · b7 чёрная пешка · c7 чёрная пешка · d7 чёрная пешка · f7 чёрная пешка · g7 чёрная пешка · h7 чёрная пешка · e6 чёрная пешка · f6 чёрный конь · b4 чёрный слон · c4 белая пешка · d4 белая пешка · c3 белый конь · d3 белый ферзь · a2 белая пешка · b2 белая пешка · e2 белая пешка · f2 белая пешка · g2 белая пешка · h2 белая пешка · a1 белая ладья · c1 белый слон · e1 белый король · f1 белый слон · g1 белый конь · h1 белая ладья | a8 чёрная ладья · b8 чёрный конь · c8 чёрный слон · d8 чёрный ферзь · e8 чёрный король · h8 чёрная ладья · a7 чёрная пешка · b7 чёрная пешка · c7 чёрная пешка · d7 чёрная пешка · f7 чёрная пешка · g7 чёрная пешка · h7 чёрная пешка · e6 чёрная пешка · f6 чёрный конь · b4 чёрный слон · c4 белая пешка · d4 белая пешка · c3 белый конь · d3 белый ферзь · a2 белая пешка · b2 белая пешка · e2 белая пешка · f2 белая пешка · g2 белая пешка · h2 белая пешка · a1 белая ладья · c1 белый слон · e1 белый король · f1 белый слон · g1 белый конь · h1 белая ладья | a8 чёрная ладья · b8 чёрный конь · c8 чёрный слон · d8 чёрный ферзь · e8 чёрный король · h8 чёрная ладья · a7 чёрная пешка · b7 чёрная пешка · c7 чёрная пешка · d7 чёрная пешка · f7 чёрная пешка · g7 чёрная пешка · h7 чёрная пешка · e6 чёрная пешка · f6 чёрный конь · b4 чёрный слон · c4 белая пешка · d4 белая пешка · c3 белый конь · d3 белый ферзь · a2 белая пешка · b2 белая пешка · e2 белая пешка · f2 белая пешка · g2 белая пешка · h2 белая пешка · a1 белая ладья · c1 белый слон · e1 белый король · f1 белый слон · g1 белый конь · h1 белая ладья | a8 чёрная ладья · b8 чёрный конь · c8 чёрный слон · d8 чёрный ферзь · e8 чёрный король · h8 чёрная ладья · a7 чёрная пешка · b7 чёрная пешка · c7 чёрная пешка · d7 чёрная пешка · f7 чёрная пешка · g7 чёрная пешка · h7 чёрная пешка · e6 чёрная пешка · f6 чёрный конь · b4 чёрный слон · c4 белая пешка · d4 белая пешка · c3 белый конь · d3 белый ферзь · a2 белая пешка · b2 белая пешка · e2 белая пешка · f2 белая пешка · g2 белая пешка · h2 белая пешка · a1 белая ладья · c1 белый слон · e1 белый король · f1 белый слон · g1 белый конь · h1 белая ладья | a8 чёрная ладья · b8 чёрный конь · c8 чёрный слон · d8 чёрный ферзь · e8 чёрный король · h8 чёрная ладья · a7 чёрная пешка · b7 чёрная пешка · c7 чёрная пешка · d7 чёрная пешка · f7 чёрная пешка · g7 чёрная пешка · h7 чёрная пешка · e6 чёрная пешка · f6 чёрный конь · b4 чёрный слон · c4 белая пешка · d4 белая пешка · c3 белый конь · d3 белый ферзь · a2 белая пешка · b2 белая пешка · e2 белая пешка · f2 белая пешка · g2 белая пешка · h2 белая пешка · a1 белая ладья · c1 белый слон · e1 белый король · f1 белый слон · g1 белый конь · h1 белая ладья | a8 чёрная ладья · b8 чёрный конь · c8 чёрный слон · d8 чёрный ферзь · e8 чёрный король · h8 чёрная ладья · a7 чёрная пешка · b7 чёрная пешка · c7 чёрная пешка · d7 чёрная пешка · f7 чёрная пешка · g7 чёрная пешка · h7 чёрная пешка · e6 чёрная пешка · f6 чёрный конь · b4 чёрный слон · c4 белая пешка · d4 белая пешка · c3 белый конь · d3 белый ферзь · a2 белая пешка · b2 белая пешка · e2 белая пешка · f2 белая пешка · g2 белая пешка · h2 белая пешка · a1 белая ладья · c1 белый слон · e1 белый король · f1 белый слон · g1 белый конь · h1 белая ладья | a8 чёрная ладья · b8 чёрный конь · c8 чёрный слон · d8 чёрный ферзь · e8 чёрный король · h8 чёрная ладья · a7 чёрная пешка · b7 чёрная пешка · c7 чёрная пешка · d7 чёрная пешка · f7 чёрная пешка · g7 чёрная пешка · h7 чёрная пешка · e6 чёрная пешка · f6 чёрный конь · b4 чёрный слон · c4 белая пешка · d4 белая пешка · c3 белый конь · d3 белый ферзь · a2 белая пешка · b2 белая пешка · e2 белая пешка · f2 белая пешка · g2 белая пешка · h2 белая пешка · a1 белая ладья · c1 белый слон · e1 белый король · f1 белый слон · g1 белый конь · h1 белая ладья | 8 |
| 7 | a8 чёрная ладья · b8 чёрный конь · c8 чёрный слон · d8 чёрный ферзь · e8 чёрный король · h8 чёрная ладья · a7 чёрная пешка · b7 чёрная пешка · c7 чёрная пешка · d7 чёрная пешка · f7 чёрная пешка · g7 чёрная пешка · h7 чёрная пешка · e6 чёрная пешка · f6 чёрный конь · b4 чёрный слон · c4 белая пешка · d4 белая пешка · c3 белый конь · d3 белый ферзь · a2 белая пешка · b2 белая пешка · e2 белая пешка · f2 белая пешка · g2 белая пешка · h2 белая пешка · a1 белая ладья · c1 белый слон · e1 белый король · f1 белый слон · g1 белый конь · h1 белая ладья | a8 чёрная ладья · b8 чёрный конь · c8 чёрный слон · d8 чёрный ферзь · e8 чёрный король · h8 чёрная ладья · a7 чёрная пешка · b7 чёрная пешка · c7 чёрная пешка · d7 чёрная пешка · f7 чёрная пешка · g7 чёрная пешка · h7 чёрная пешка · e6 чёрная пешка · f6 чёрный конь · b4 чёрный слон · c4 белая пешка · d4 белая пешка · c3 белый конь · d3 белый ферзь · a2 белая пешка · b2 белая пешка · e2 белая пешка · f2 белая пешка · g2 белая пешка · h2 белая пешка · a1 белая ладья · c1 белый слон · e1 белый король · f1 белый слон · g1 белый конь · h1 белая ладья | a8 чёрная ладья · b8 чёрный конь · c8 чёрный слон · d8 чёрный ферзь · e8 чёрный король · h8 чёрная ладья · a7 чёрная пешка · b7 чёрная пешка · c7 чёрная пешка · d7 чёрная пешка · f7 чёрная пешка · g7 чёрная пешка · h7 чёрная пешка · e6 чёрная пешка · f6 чёрный конь · b4 чёрный слон · c4 белая пешка · d4 белая пешка · c3 белый конь · d3 белый ферзь · a2 белая пешка · b2 белая пешка · e2 белая пешка · f2 белая пешка · g2 белая пешка · h2 белая пешка · a1 белая ладья · c1 белый слон · e1 белый король · f1 белый слон · g1 белый конь · h1 белая ладья | a8 чёрная ладья · b8 чёрный конь · c8 чёрный слон · d8 чёрный ферзь · e8 чёрный король · h8 чёрная ладья · a7 чёрная пешка · b7 чёрная пешка · c7 чёрная пешка · d7 чёрная пешка · f7 чёрная пешка · g7 чёрная пешка · h7 чёрная пешка · e6 чёрная пешка · f6 чёрный конь · b4 чёрный слон · c4 белая пешка · d4 белая пешка · c3 белый конь · d3 белый ферзь · a2 белая пешка · b2 белая пешка · e2 белая пешка · f2 белая пешка · g2 белая пешка · h2 белая пешка · a1 белая ладья · c1 белый слон · e1 белый король · f1 белый слон · g1 белый конь · h1 белая ладья | a8 чёрная ладья · b8 чёрный конь · c8 чёрный слон · d8 чёрный ферзь · e8 чёрный король · h8 чёрная ладья · a7 чёрная пешка · b7 чёрная пешка · c7 чёрная пешка · d7 чёрная пешка · f7 чёрная пешка · g7 чёрная пешка · h7 чёрная пешка · e6 чёрная пешка · f6 чёрный конь · b4 чёрный слон · c4 белая пешка · d4 белая пешка · c3 белый конь · d3 белый ферзь · a2 белая пешка · b2 белая пешка · e2 белая пешка · f2 белая пешка · g2 белая пешка · h2 белая пешка · a1 белая ладья · c1 белый слон · e1 белый король · f1 белый слон · g1 белый конь · h1 белая ладья | a8 чёрная ладья · b8 чёрный конь · c8 чёрный слон · d8 чёрный ферзь · e8 чёрный король · h8 чёрная ладья · a7 чёрная пешка · b7 чёрная пешка · c7 чёрная пешка · d7 чёрная пешка · f7 чёрная пешка · g7 чёрная пешка · h7 чёрная пешка · e6 чёрная пешка · f6 чёрный конь · b4 чёрный слон · c4 белая пешка · d4 белая пешка · c3 белый конь · d3 белый ферзь · a2 белая пешка · b2 белая пешка · e2 белая пешка · f2 белая пешка · g2 белая пешка · h2 белая пешка · a1 белая ладья · c1 белый слон · e1 белый король · f1 белый слон · g1 белый конь · h1 белая ладья | a8 чёрная ладья · b8 чёрный конь · c8 чёрный слон · d8 чёрный ферзь · e8 чёрный король · h8 чёрная ладья · a7 чёрная пешка · b7 чёрная пешка · c7 чёрная пешка · d7 чёрная пешка · f7 чёрная пешка · g7 чёрная пешка · h7 чёрная пешка · e6 чёрная пешка · f6 чёрный конь · b4 чёрный слон · c4 белая пешка · d4 белая пешка · c3 белый конь · d3 белый ферзь · a2 белая пешка · b2 белая пешка · e2 белая пешка · f2 белая пешка · g2 белая пешка · h2 белая пешка · a1 белая ладья · c1 белый слон · e1 белый король · f1 белый слон · g1 белый конь · h1 белая ладья | a8 чёрная ладья · b8 чёрный конь · c8 чёрный слон · d8 чёрный ферзь · e8 чёрный король · h8 чёрная ладья · a7 чёрная пешка · b7 чёрная пешка · c7 чёрная пешка · d7 чёрная пешка · f7 чёрная пешка · g7 чёрная пешка · h7 чёрная пешка · e6 чёрная пешка · f6 чёрный конь · b4 чёрный слон · c4 белая пешка · d4 белая пешка · c3 белый конь · d3 белый ферзь · a2 белая пешка · b2 белая пешка · e2 белая пешка · f2 белая пешка · g2 белая пешка · h2 белая пешка · a1 белая ладья · c1 белый слон · e1 белый король · f1 белый слон · g1 белый конь · h1 белая ладья | 7 |
| 6 | a8 чёрная ладья · b8 чёрный конь · c8 чёрный слон · d8 чёрный ферзь · e8 чёрный король · h8 чёрная ладья · a7 чёрная пешка · b7 чёрная пешка · c7 чёрная пешка · d7 чёрная пешка · f7 чёрная пешка · g7 чёрная пешка · h7 чёрная пешка · e6 чёрная пешка · f6 чёрный конь · b4 чёрный слон · c4 белая пешка · d4 белая пешка · c3 белый конь · d3 белый ферзь · a2 белая пешка · b2 белая пешка · e2 белая пешка · f2 белая пешка · g2 белая пешка · h2 белая пешка · a1 белая ладья · c1 белый слон · e1 белый король · f1 белый слон · g1 белый конь · h1 белая ладья | a8 чёрная ладья · b8 чёрный конь · c8 чёрный слон · d8 чёрный ферзь · e8 чёрный король · h8 чёрная ладья · a7 чёрная пешка · b7 чёрная пешка · c7 чёрная пешка · d7 чёрная пешка · f7 чёрная пешка · g7 чёрная пешка · h7 чёрная пешка · e6 чёрная пешка · f6 чёрный конь · b4 чёрный слон · c4 белая пешка · d4 белая пешка · c3 белый конь · d3 белый ферзь · a2 белая пешка · b2 белая пешка · e2 белая пешка · f2 белая пешка · g2 белая пешка · h2 белая пешка · a1 белая ладья · c1 белый слон · e1 белый король · f1 белый слон · g1 белый конь · h1 белая ладья | a8 чёрная ладья · b8 чёрный конь · c8 чёрный слон · d8 чёрный ферзь · e8 чёрный король · h8 чёрная ладья · a7 чёрная пешка · b7 чёрная пешка · c7 чёрная пешка · d7 чёрная пешка · f7 чёрная пешка · g7 чёрная пешка · h7 чёрная пешка · e6 чёрная пешка · f6 чёрный конь · b4 чёрный слон · c4 белая пешка · d4 белая пешка · c3 белый конь · d3 белый ферзь · a2 белая пешка · b2 белая пешка · e2 белая пешка · f2 белая пешка · g2 белая пешка · h2 белая пешка · a1 белая ладья · c1 белый слон · e1 белый король · f1 белый слон · g1 белый конь · h1 белая ладья | a8 чёрная ладья · b8 чёрный конь · c8 чёрный слон · d8 чёрный ферзь · e8 чёрный король · h8 чёрная ладья · a7 чёрная пешка · b7 чёрная пешка · c7 чёрная пешка · d7 чёрная пешка · f7 чёрная пешка · g7 чёрная пешка · h7 чёрная пешка · e6 чёрная пешка · f6 чёрный конь · b4 чёрный слон · c4 белая пешка · d4 белая пешка · c3 белый конь · d3 белый ферзь · a2 белая пешка · b2 белая пешка · e2 белая пешка · f2 белая пешка · g2 белая пешка · h2 белая пешка · a1 белая ладья · c1 белый слон · e1 белый король · f1 белый слон · g1 белый конь · h1 белая ладья | a8 чёрная ладья · b8 чёрный конь · c8 чёрный слон · d8 чёрный ферзь · e8 чёрный король · h8 чёрная ладья · a7 чёрная пешка · b7 чёрная пешка · c7 чёрная пешка · d7 чёрная пешка · f7 чёрная пешка · g7 чёрная пешка · h7 чёрная пешка · e6 чёрная пешка · f6 чёрный конь · b4 чёрный слон · c4 белая пешка · d4 белая пешка · c3 белый конь · d3 белый ферзь · a2 белая пешка · b2 белая пешка · e2 белая пешка · f2 белая пешка · g2 белая пешка · h2 белая пешка · a1 белая ладья · c1 белый слон · e1 белый король · f1 белый слон · g1 белый конь · h1 белая ладья | a8 чёрная ладья · b8 чёрный конь · c8 чёрный слон · d8 чёрный ферзь · e8 чёрный король · h8 чёрная ладья · a7 чёрная пешка · b7 чёрная пешка · c7 чёрная пешка · d7 чёрная пешка · f7 чёрная пешка · g7 чёрная пешка · h7 чёрная пешка · e6 чёрная пешка · f6 чёрный конь · b4 чёрный слон · c4 белая пешка · d4 белая пешка · c3 белый конь · d3 белый ферзь · a2 белая пешка · b2 белая пешка · e2 белая пешка · f2 белая пешка · g2 белая пешка · h2 белая пешка · a1 белая ладья · c1 белый слон · e1 белый король · f1 белый слон · g1 белый конь · h1 белая ладья | a8 чёрная ладья · b8 чёрный конь · c8 чёрный слон · d8 чёрный ферзь · e8 чёрный король · h8 чёрная ладья · a7 чёрная пешка · b7 чёрная пешка · c7 чёрная пешка · d7 чёрная пешка · f7 чёрная пешка · g7 чёрная пешка · h7 чёрная пешка · e6 чёрная пешка · f6 чёрный конь · b4 чёрный слон · c4 белая пешка · d4 белая пешка · c3 белый конь · d3 белый ферзь · a2 белая пешка · b2 белая пешка · e2 белая пешка · f2 белая пешка · g2 белая пешка · h2 белая пешка · a1 белая ладья · c1 белый слон · e1 белый король · f1 белый слон · g1 белый конь · h1 белая ладья | a8 чёрная ладья · b8 чёрный конь · c8 чёрный слон · d8 чёрный ферзь · e8 чёрный король · h8 чёрная ладья · a7 чёрная пешка · b7 чёрная пешка · c7 чёрная пешка · d7 чёрная пешка · f7 чёрная пешка · g7 чёрная пешка · h7 чёрная пешка · e6 чёрная пешка · f6 чёрный конь · b4 чёрный слон · c4 белая пешка · d4 белая пешка · c3 белый конь · d3 белый ферзь · a2 белая пешка · b2 белая пешка · e2 белая пешка · f2 белая пешка · g2 белая пешка · h2 белая пешка · a1 белая ладья · c1 белый слон · e1 белый король · f1 белый слон · g1 белый конь · h1 белая ладья | 6 |
| 5 | a8 чёрная ладья · b8 чёрный конь · c8 чёрный слон · d8 чёрный ферзь · e8 чёрный король · h8 чёрная ладья · a7 чёрная пешка · b7 чёрная пешка · c7 чёрная пешка · d7 чёрная пешка · f7 чёрная пешка · g7 чёрная пешка · h7 чёрная пешка · e6 чёрная пешка · f6 чёрный конь · b4 чёрный слон · c4 белая пешка · d4 белая пешка · c3 белый конь · d3 белый ферзь · a2 белая пешка · b2 белая пешка · e2 белая пешка · f2 белая пешка · g2 белая пешка · h2 белая пешка · a1 белая ладья · c1 белый слон · e1 белый король · f1 белый слон · g1 белый конь · h1 белая ладья | a8 чёрная ладья · b8 чёрный конь · c8 чёрный слон · d8 чёрный ферзь · e8 чёрный король · h8 чёрная ладья · a7 чёрная пешка · b7 чёрная пешка · c7 чёрная пешка · d7 чёрная пешка · f7 чёрная пешка · g7 чёрная пешка · h7 чёрная пешка · e6 чёрная пешка · f6 чёрный конь · b4 чёрный слон · c4 белая пешка · d4 белая пешка · c3 белый конь · d3 белый ферзь · a2 белая пешка · b2 белая пешка · e2 белая пешка · f2 белая пешка · g2 белая пешка · h2 белая пешка · a1 белая ладья · c1 белый слон · e1 белый король · f1 белый слон · g1 белый конь · h1 белая ладья | a8 чёрная ладья · b8 чёрный конь · c8 чёрный слон · d8 чёрный ферзь · e8 чёрный король · h8 чёрная ладья · a7 чёрная пешка · b7 чёрная пешка · c7 чёрная пешка · d7 чёрная пешка · f7 чёрная пешка · g7 чёрная пешка · h7 чёрная пешка · e6 чёрная пешка · f6 чёрный конь · b4 чёрный слон · c4 белая пешка · d4 белая пешка · c3 белый конь · d3 белый ферзь · a2 белая пешка · b2 белая пешка · e2 белая пешка · f2 белая пешка · g2 белая пешка · h2 белая пешка · a1 белая ладья · c1 белый слон · e1 белый король · f1 белый слон · g1 белый конь · h1 белая ладья | a8 чёрная ладья · b8 чёрный конь · c8 чёрный слон · d8 чёрный ферзь · e8 чёрный король · h8 чёрная ладья · a7 чёрная пешка · b7 чёрная пешка · c7 чёрная пешка · d7 чёрная пешка · f7 чёрная пешка · g7 чёрная пешка · h7 чёрная пешка · e6 чёрная пешка · f6 чёрный конь · b4 чёрный слон · c4 белая пешка · d4 белая пешка · c3 белый конь · d3 белый ферзь · a2 белая пешка · b2 белая пешка · e2 белая пешка · f2 белая пешка · g2 белая пешка · h2 белая пешка · a1 белая ладья · c1 белый слон · e1 белый король · f1 белый слон · g1 белый конь · h1 белая ладья | a8 чёрная ладья · b8 чёрный конь · c8 чёрный слон · d8 чёрный ферзь · e8 чёрный король · h8 чёрная ладья · a7 чёрная пешка · b7 чёрная пешка · c7 чёрная пешка · d7 чёрная пешка · f7 чёрная пешка · g7 чёрная пешка · h7 чёрная пешка · e6 чёрная пешка · f6 чёрный конь · b4 чёрный слон · c4 белая пешка · d4 белая пешка · c3 белый конь · d3 белый ферзь · a2 белая пешка · b2 белая пешка · e2 белая пешка · f2 белая пешка · g2 белая пешка · h2 белая пешка · a1 белая ладья · c1 белый слон · e1 белый король · f1 белый слон · g1 белый конь · h1 белая ладья | a8 чёрная ладья · b8 чёрный конь · c8 чёрный слон · d8 чёрный ферзь · e8 чёрный король · h8 чёрная ладья · a7 чёрная пешка · b7 чёрная пешка · c7 чёрная пешка · d7 чёрная пешка · f7 чёрная пешка · g7 чёрная пешка · h7 чёрная пешка · e6 чёрная пешка · f6 чёрный конь · b4 чёрный слон · c4 белая пешка · d4 белая пешка · c3 белый конь · d3 белый ферзь · a2 белая пешка · b2 белая пешка · e2 белая пешка · f2 белая пешка · g2 белая пешка · h2 белая пешка · a1 белая ладья · c1 белый слон · e1 белый король · f1 белый слон · g1 белый конь · h1 белая ладья | a8 чёрная ладья · b8 чёрный конь · c8 чёрный слон · d8 чёрный ферзь · e8 чёрный король · h8 чёрная ладья · a7 чёрная пешка · b7 чёрная пешка · c7 чёрная пешка · d7 чёрная пешка · f7 чёрная пешка · g7 чёрная пешка · h7 чёрная пешка · e6 чёрная пешка · f6 чёрный конь · b4 чёрный слон · c4 белая пешка · d4 белая пешка · c3 белый конь · d3 белый ферзь · a2 белая пешка · b2 белая пешка · e2 белая пешка · f2 белая пешка · g2 белая пешка · h2 белая пешка · a1 белая ладья · c1 белый слон · e1 белый король · f1 белый слон · g1 белый конь · h1 белая ладья | a8 чёрная ладья · b8 чёрный конь · c8 чёрный слон · d8 чёрный ферзь · e8 чёрный король · h8 чёрная ладья · a7 чёрная пешка · b7 чёрная пешка · c7 чёрная пешка · d7 чёрная пешка · f7 чёрная пешка · g7 чёрная пешка · h7 чёрная пешка · e6 чёрная пешка · f6 чёрный конь · b4 чёрный слон · c4 белая пешка · d4 белая пешка · c3 белый конь · d3 белый ферзь · a2 белая пешка · b2 белая пешка · e2 белая пешка · f2 белая пешка · g2 белая пешка · h2 белая пешка · a1 белая ладья · c1 белый слон · e1 белый король · f1 белый слон · g1 белый конь · h1 белая ладья | 5 |
| 4 | a8 чёрная ладья · b8 чёрный конь · c8 чёрный слон · d8 чёрный ферзь · e8 чёрный король · h8 чёрная ладья · a7 чёрная пешка · b7 чёрная пешка · c7 чёрная пешка · d7 чёрная пешка · f7 чёрная пешка · g7 чёрная пешка · h7 чёрная пешка · e6 чёрная пешка · f6 чёрный конь · b4 чёрный слон · c4 белая пешка · d4 белая пешка · c3 белый конь · d3 белый ферзь · a2 белая пешка · b2 белая пешка · e2 белая пешка · f2 белая пешка · g2 белая пешка · h2 белая пешка · a1 белая ладья · c1 белый слон · e1 белый король · f1 белый слон · g1 белый конь · h1 белая ладья | a8 чёрная ладья · b8 чёрный конь · c8 чёрный слон · d8 чёрный ферзь · e8 чёрный король · h8 чёрная ладья · a7 чёрная пешка · b7 чёрная пешка · c7 чёрная пешка · d7 чёрная пешка · f7 чёрная пешка · g7 чёрная пешка · h7 чёрная пешка · e6 чёрная пешка · f6 чёрный конь · b4 чёрный слон · c4 белая пешка · d4 белая пешка · c3 белый конь · d3 белый ферзь · a2 белая пешка · b2 белая пешка · e2 белая пешка · f2 белая пешка · g2 белая пешка · h2 белая пешка · a1 белая ладья · c1 белый слон · e1 белый король · f1 белый слон · g1 белый конь · h1 белая ладья | a8 чёрная ладья · b8 чёрный конь · c8 чёрный слон · d8 чёрный ферзь · e8 чёрный король · h8 чёрная ладья · a7 чёрная пешка · b7 чёрная пешка · c7 чёрная пешка · d7 чёрная пешка · f7 чёрная пешка · g7 чёрная пешка · h7 чёрная пешка · e6 чёрная пешка · f6 чёрный конь · b4 чёрный слон · c4 белая пешка · d4 белая пешка · c3 белый конь · d3 белый ферзь · a2 белая пешка · b2 белая пешка · e2 белая пешка · f2 белая пешка · g2 белая пешка · h2 белая пешка · a1 белая ладья · c1 белый слон · e1 белый король · f1 белый слон · g1 белый конь · h1 белая ладья | a8 чёрная ладья · b8 чёрный конь · c8 чёрный слон · d8 чёрный ферзь · e8 чёрный король · h8 чёрная ладья · a7 чёрная пешка · b7 чёрная пешка · c7 чёрная пешка · d7 чёрная пешка · f7 чёрная пешка · g7 чёрная пешка · h7 чёрная пешка · e6 чёрная пешка · f6 чёрный конь · b4 чёрный слон · c4 белая пешка · d4 белая пешка · c3 белый конь · d3 белый ферзь · a2 белая пешка · b2 белая пешка · e2 белая пешка · f2 белая пешка · g2 белая пешка · h2 белая пешка · a1 белая ладья · c1 белый слон · e1 белый король · f1 белый слон · g1 белый конь · h1 белая ладья | a8 чёрная ладья · b8 чёрный конь · c8 чёрный слон · d8 чёрный ферзь · e8 чёрный король · h8 чёрная ладья · a7 чёрная пешка · b7 чёрная пешка · c7 чёрная пешка · d7 чёрная пешка · f7 чёрная пешка · g7 чёрная пешка · h7 чёрная пешка · e6 чёрная пешка · f6 чёрный конь · b4 чёрный слон · c4 белая пешка · d4 белая пешка · c3 белый конь · d3 белый ферзь · a2 белая пешка · b2 белая пешка · e2 белая пешка · f2 белая пешка · g2 белая пешка · h2 белая пешка · a1 белая ладья · c1 белый слон · e1 белый король · f1 белый слон · g1 белый конь · h1 белая ладья | a8 чёрная ладья · b8 чёрный конь · c8 чёрный слон · d8 чёрный ферзь · e8 чёрный король · h8 чёрная ладья · a7 чёрная пешка · b7 чёрная пешка · c7 чёрная пешка · d7 чёрная пешка · f7 чёрная пешка · g7 чёрная пешка · h7 чёрная пешка · e6 чёрная пешка · f6 чёрный конь · b4 чёрный слон · c4 белая пешка · d4 белая пешка · c3 белый конь · d3 белый ферзь · a2 белая пешка · b2 белая пешка · e2 белая пешка · f2 белая пешка · g2 белая пешка · h2 белая пешка · a1 белая ладья · c1 белый слон · e1 белый король · f1 белый слон · g1 белый конь · h1 белая ладья | a8 чёрная ладья · b8 чёрный конь · c8 чёрный слон · d8 чёрный ферзь · e8 чёрный король · h8 чёрная ладья · a7 чёрная пешка · b7 чёрная пешка · c7 чёрная пешка · d7 чёрная пешка · f7 чёрная пешка · g7 чёрная пешка · h7 чёрная пешка · e6 чёрная пешка · f6 чёрный конь · b4 чёрный слон · c4 белая пешка · d4 белая пешка · c3 белый конь · d3 белый ферзь · a2 белая пешка · b2 белая пешка · e2 белая пешка · f2 белая пешка · g2 белая пешка · h2 белая пешка · a1 белая ладья · c1 белый слон · e1 белый король · f1 белый слон · g1 белый конь · h1 белая ладья | a8 чёрная ладья · b8 чёрный конь · c8 чёрный слон · d8 чёрный ферзь · e8 чёрный король · h8 чёрная ладья · a7 чёрная пешка · b7 чёрная пешка · c7 чёрная пешка · d7 чёрная пешка · f7 чёрная пешка · g7 чёрная пешка · h7 чёрная пешка · e6 чёрная пешка · f6 чёрный конь · b4 чёрный слон · c4 белая пешка · d4 белая пешка · c3 белый конь · d3 белый ферзь · a2 белая пешка · b2 белая пешка · e2 белая пешка · f2 белая пешка · g2 белая пешка · h2 белая пешка · a1 белая ладья · c1 белый слон · e1 белый король · f1 белый слон · g1 белый конь · h1 белая ладья | 4 |
| 3 | a8 чёрная ладья · b8 чёрный конь · c8 чёрный слон · d8 чёрный ферзь · e8 чёрный король · h8 чёрная ладья · a7 чёрная пешка · b7 чёрная пешка · c7 чёрная пешка · d7 чёрная пешка · f7 чёрная пешка · g7 чёрная пешка · h7 чёрная пешка · e6 чёрная пешка · f6 чёрный конь · b4 чёрный слон · c4 белая пешка · d4 белая пешка · c3 белый конь · d3 белый ферзь · a2 белая пешка · b2 белая пешка · e2 белая пешка · f2 белая пешка · g2 белая пешка · h2 белая пешка · a1 белая ладья · c1 белый слон · e1 белый король · f1 белый слон · g1 белый конь · h1 белая ладья | a8 чёрная ладья · b8 чёрный конь · c8 чёрный слон · d8 чёрный ферзь · e8 чёрный король · h8 чёрная ладья · a7 чёрная пешка · b7 чёрная пешка · c7 чёрная пешка · d7 чёрная пешка · f7 чёрная пешка · g7 чёрная пешка · h7 чёрная пешка · e6 чёрная пешка · f6 чёрный конь · b4 чёрный слон · c4 белая пешка · d4 белая пешка · c3 белый конь · d3 белый ферзь · a2 белая пешка · b2 белая пешка · e2 белая пешка · f2 белая пешка · g2 белая пешка · h2 белая пешка · a1 белая ладья · c1 белый слон · e1 белый король · f1 белый слон · g1 белый конь · h1 белая ладья | a8 чёрная ладья · b8 чёрный конь · c8 чёрный слон · d8 чёрный ферзь · e8 чёрный король · h8 чёрная ладья · a7 чёрная пешка · b7 чёрная пешка · c7 чёрная пешка · d7 чёрная пешка · f7 чёрная пешка · g7 чёрная пешка · h7 чёрная пешка · e6 чёрная пешка · f6 чёрный конь · b4 чёрный слон · c4 белая пешка · d4 белая пешка · c3 белый конь · d3 белый ферзь · a2 белая пешка · b2 белая пешка · e2 белая пешка · f2 белая пешка · g2 белая пешка · h2 белая пешка · a1 белая ладья · c1 белый слон · e1 белый король · f1 белый слон · g1 белый конь · h1 белая ладья | a8 чёрная ладья · b8 чёрный конь · c8 чёрный слон · d8 чёрный ферзь · e8 чёрный король · h8 чёрная ладья · a7 чёрная пешка · b7 чёрная пешка · c7 чёрная пешка · d7 чёрная пешка · f7 чёрная пешка · g7 чёрная пешка · h7 чёрная пешка · e6 чёрная пешка · f6 чёрный конь · b4 чёрный слон · c4 белая пешка · d4 белая пешка · c3 белый конь · d3 белый ферзь · a2 белая пешка · b2 белая пешка · e2 белая пешка · f2 белая пешка · g2 белая пешка · h2 белая пешка · a1 белая ладья · c1 белый слон · e1 белый король · f1 белый слон · g1 белый конь · h1 белая ладья | a8 чёрная ладья · b8 чёрный конь · c8 чёрный слон · d8 чёрный ферзь · e8 чёрный король · h8 чёрная ладья · a7 чёрная пешка · b7 чёрная пешка · c7 чёрная пешка · d7 чёрная пешка · f7 чёрная пешка · g7 чёрная пешка · h7 чёрная пешка · e6 чёрная пешка · f6 чёрный конь · b4 чёрный слон · c4 белая пешка · d4 белая пешка · c3 белый конь · d3 белый ферзь · a2 белая пешка · b2 белая пешка · e2 белая пешка · f2 белая пешка · g2 белая пешка · h2 белая пешка · a1 белая ладья · c1 белый слон · e1 белый король · f1 белый слон · g1 белый конь · h1 белая ладья | a8 чёрная ладья · b8 чёрный конь · c8 чёрный слон · d8 чёрный ферзь · e8 чёрный король · h8 чёрная ладья · a7 чёрная пешка · b7 чёрная пешка · c7 чёрная пешка · d7 чёрная пешка · f7 чёрная пешка · g7 чёрная пешка · h7 чёрная пешка · e6 чёрная пешка · f6 чёрный конь · b4 чёрный слон · c4 белая пешка · d4 белая пешка · c3 белый конь · d3 белый ферзь · a2 белая пешка · b2 белая пешка · e2 белая пешка · f2 белая пешка · g2 белая пешка · h2 белая пешка · a1 белая ладья · c1 белый слон · e1 белый король · f1 белый слон · g1 белый конь · h1 белая ладья | a8 чёрная ладья · b8 чёрный конь · c8 чёрный слон · d8 чёрный ферзь · e8 чёрный король · h8 чёрная ладья · a7 чёрная пешка · b7 чёрная пешка · c7 чёрная пешка · d7 чёрная пешка · f7 чёрная пешка · g7 чёрная пешка · h7 чёрная пешка · e6 чёрная пешка · f6 чёрный конь · b4 чёрный слон · c4 белая пешка · d4 белая пешка · c3 белый конь · d3 белый ферзь · a2 белая пешка · b2 белая пешка · e2 белая пешка · f2 белая пешка · g2 белая пешка · h2 белая пешка · a1 белая ладья · c1 белый слон · e1 белый король · f1 белый слон · g1 белый конь · h1 белая ладья | a8 чёрная ладья · b8 чёрный конь · c8 чёрный слон · d8 чёрный ферзь · e8 чёрный король · h8 чёрная ладья · a7 чёрная пешка · b7 чёрная пешка · c7 чёрная пешка · d7 чёрная пешка · f7 чёрная пешка · g7 чёрная пешка · h7 чёрная пешка · e6 чёрная пешка · f6 чёрный конь · b4 чёрный слон · c4 белая пешка · d4 белая пешка · c3 белый конь · d3 белый ферзь · a2 белая пешка · b2 белая пешка · e2 белая пешка · f2 белая пешка · g2 белая пешка · h2 белая пешка · a1 белая ладья · c1 белый слон · e1 белый король · f1 белый слон · g1 белый конь · h1 белая ладья | 3 |
| 2 | a8 чёрная ладья · b8 чёрный конь · c8 чёрный слон · d8 чёрный ферзь · e8 чёрный король · h8 чёрная ладья · a7 чёрная пешка · b7 чёрная пешка · c7 чёрная пешка · d7 чёрная пешка · f7 чёрная пешка · g7 чёрная пешка · h7 чёрная пешка · e6 чёрная пешка · f6 чёрный конь · b4 чёрный слон · c4 белая пешка · d4 белая пешка · c3 белый конь · d3 белый ферзь · a2 белая пешка · b2 белая пешка · e2 белая пешка · f2 белая пешка · g2 белая пешка · h2 белая пешка · a1 белая ладья · c1 белый слон · e1 белый король · f1 белый слон · g1 белый конь · h1 белая ладья | a8 чёрная ладья · b8 чёрный конь · c8 чёрный слон · d8 чёрный ферзь · e8 чёрный король · h8 чёрная ладья · a7 чёрная пешка · b7 чёрная пешка · c7 чёрная пешка · d7 чёрная пешка · f7 чёрная пешка · g7 чёрная пешка · h7 чёрная пешка · e6 чёрная пешка · f6 чёрный конь · b4 чёрный слон · c4 белая пешка · d4 белая пешка · c3 белый конь · d3 белый ферзь · a2 белая пешка · b2 белая пешка · e2 белая пешка · f2 белая пешка · g2 белая пешка · h2 белая пешка · a1 белая ладья · c1 белый слон · e1 белый король · f1 белый слон · g1 белый конь · h1 белая ладья | a8 чёрная ладья · b8 чёрный конь · c8 чёрный слон · d8 чёрный ферзь · e8 чёрный король · h8 чёрная ладья · a7 чёрная пешка · b7 чёрная пешка · c7 чёрная пешка · d7 чёрная пешка · f7 чёрная пешка · g7 чёрная пешка · h7 чёрная пешка · e6 чёрная пешка · f6 чёрный конь · b4 чёрный слон · c4 белая пешка · d4 белая пешка · c3 белый конь · d3 белый ферзь · a2 белая пешка · b2 белая пешка · e2 белая пешка · f2 белая пешка · g2 белая пешка · h2 белая пешка · a1 белая ладья · c1 белый слон · e1 белый король · f1 белый слон · g1 белый конь · h1 белая ладья | a8 чёрная ладья · b8 чёрный конь · c8 чёрный слон · d8 чёрный ферзь · e8 чёрный король · h8 чёрная ладья · a7 чёрная пешка · b7 чёрная пешка · c7 чёрная пешка · d7 чёрная пешка · f7 чёрная пешка · g7 чёрная пешка · h7 чёрная пешка · e6 чёрная пешка · f6 чёрный конь · b4 чёрный слон · c4 белая пешка · d4 белая пешка · c3 белый конь · d3 белый ферзь · a2 белая пешка · b2 белая пешка · e2 белая пешка · f2 белая пешка · g2 белая пешка · h2 белая пешка · a1 белая ладья · c1 белый слон · e1 белый король · f1 белый слон · g1 белый конь · h1 белая ладья | a8 чёрная ладья · b8 чёрный конь · c8 чёрный слон · d8 чёрный ферзь · e8 чёрный король · h8 чёрная ладья · a7 чёрная пешка · b7 чёрная пешка · c7 чёрная пешка · d7 чёрная пешка · f7 чёрная пешка · g7 чёрная пешка · h7 чёрная пешка · e6 чёрная пешка · f6 чёрный конь · b4 чёрный слон · c4 белая пешка · d4 белая пешка · c3 белый конь · d3 белый ферзь · a2 белая пешка · b2 белая пешка · e2 белая пешка · f2 белая пешка · g2 белая пешка · h2 белая пешка · a1 белая ладья · c1 белый слон · e1 белый король · f1 белый слон · g1 белый конь · h1 белая ладья | a8 чёрная ладья · b8 чёрный конь · c8 чёрный слон · d8 чёрный ферзь · e8 чёрный король · h8 чёрная ладья · a7 чёрная пешка · b7 чёрная пешка · c7 чёрная пешка · d7 чёрная пешка · f7 чёрная пешка · g7 чёрная пешка · h7 чёрная пешка · e6 чёрная пешка · f6 чёрный конь · b4 чёрный слон · c4 белая пешка · d4 белая пешка · c3 белый конь · d3 белый ферзь · a2 белая пешка · b2 белая пешка · e2 белая пешка · f2 белая пешка · g2 белая пешка · h2 белая пешка · a1 белая ладья · c1 белый слон · e1 белый король · f1 белый слон · g1 белый конь · h1 белая ладья | a8 чёрная ладья · b8 чёрный конь · c8 чёрный слон · d8 чёрный ферзь · e8 чёрный король · h8 чёрная ладья · a7 чёрная пешка · b7 чёрная пешка · c7 чёрная пешка · d7 чёрная пешка · f7 чёрная пешка · g7 чёрная пешка · h7 чёрная пешка · e6 чёрная пешка · f6 чёрный конь · b4 чёрный слон · c4 белая пешка · d4 белая пешка · c3 белый конь · d3 белый ферзь · a2 белая пешка · b2 белая пешка · e2 белая пешка · f2 белая пешка · g2 белая пешка · h2 белая пешка · a1 белая ладья · c1 белый слон · e1 белый король · f1 белый слон · g1 белый конь · h1 белая ладья | a8 чёрная ладья · b8 чёрный конь · c8 чёрный слон · d8 чёрный ферзь · e8 чёрный король · h8 чёрная ладья · a7 чёрная пешка · b7 чёрная пешка · c7 чёрная пешка · d7 чёрная пешка · f7 чёрная пешка · g7 чёрная пешка · h7 чёрная пешка · e6 чёрная пешка · f6 чёрный конь · b4 чёрный слон · c4 белая пешка · d4 белая пешка · c3 белый конь · d3 белый ферзь · a2 белая пешка · b2 белая пешка · e2 белая пешка · f2 белая пешка · g2 белая пешка · h2 белая пешка · a1 белая ладья · c1 белый слон · e1 белый король · f1 белый слон · g1 белый конь · h1 белая ладья | 2 |
| 1 | a8 чёрная ладья · b8 чёрный конь · c8 чёрный слон · d8 чёрный ферзь · e8 чёрный король · h8 чёрная ладья · a7 чёрная пешка · b7 чёрная пешка · c7 чёрная пешка · d7 чёрная пешка · f7 чёрная пешка · g7 чёрная пешка · h7 чёрная пешка · e6 чёрная пешка · f6 чёрный конь · b4 чёрный слон · c4 белая пешка · d4 белая пешка · c3 белый конь · d3 белый ферзь · a2 белая пешка · b2 белая пешка · e2 белая пешка · f2 белая пешка · g2 белая пешка · h2 белая пешка · a1 белая ладья · c1 белый слон · e1 белый король · f1 белый слон · g1 белый конь · h1 белая ладья | a8 чёрная ладья · b8 чёрный конь · c8 чёрный слон · d8 чёрный ферзь · e8 чёрный король · h8 чёрная ладья · a7 чёрная пешка · b7 чёрная пешка · c7 чёрная пешка · d7 чёрная пешка · f7 чёрная пешка · g7 чёрная пешка · h7 чёрная пешка · e6 чёрная пешка · f6 чёрный конь · b4 чёрный слон · c4 белая пешка · d4 белая пешка · c3 белый конь · d3 белый ферзь · a2 белая пешка · b2 белая пешка · e2 белая пешка · f2 белая пешка · g2 белая пешка · h2 белая пешка · a1 белая ладья · c1 белый слон · e1 белый король · f1 белый слон · g1 белый конь · h1 белая ладья | a8 чёрная ладья · b8 чёрный конь · c8 чёрный слон · d8 чёрный ферзь · e8 чёрный король · h8 чёрная ладья · a7 чёрная пешка · b7 чёрная пешка · c7 чёрная пешка · d7 чёрная пешка · f7 чёрная пешка · g7 чёрная пешка · h7 чёрная пешка · e6 чёрная пешка · f6 чёрный конь · b4 чёрный слон · c4 белая пешка · d4 белая пешка · c3 белый конь · d3 белый ферзь · a2 белая пешка · b2 белая пешка · e2 белая пешка · f2 белая пешка · g2 белая пешка · h2 белая пешка · a1 белая ладья · c1 белый слон · e1 белый король · f1 белый слон · g1 белый конь · h1 белая ладья | a8 чёрная ладья · b8 чёрный конь · c8 чёрный слон · d8 чёрный ферзь · e8 чёрный король · h8 чёрная ладья · a7 чёрная пешка · b7 чёрная пешка · c7 чёрная пешка · d7 чёрная пешка · f7 чёрная пешка · g7 чёрная пешка · h7 чёрная пешка · e6 чёрная пешка · f6 чёрный конь · b4 чёрный слон · c4 белая пешка · d4 белая пешка · c3 белый конь · d3 белый ферзь · a2 белая пешка · b2 белая пешка · e2 белая пешка · f2 белая пешка · g2 белая пешка · h2 белая пешка · a1 белая ладья · c1 белый слон · e1 белый король · f1 белый слон · g1 белый конь · h1 белая ладья | a8 чёрная ладья · b8 чёрный конь · c8 чёрный слон · d8 чёрный ферзь · e8 чёрный король · h8 чёрная ладья · a7 чёрная пешка · b7 чёрная пешка · c7 чёрная пешка · d7 чёрная пешка · f7 чёрная пешка · g7 чёрная пешка · h7 чёрная пешка · e6 чёрная пешка · f6 чёрный конь · b4 чёрный слон · c4 белая пешка · d4 белая пешка · c3 белый конь · d3 белый ферзь · a2 белая пешка · b2 белая пешка · e2 белая пешка · f2 белая пешка · g2 белая пешка · h2 белая пешка · a1 белая ладья · c1 белый слон · e1 белый король · f1 белый слон · g1 белый конь · h1 белая ладья | a8 чёрная ладья · b8 чёрный конь · c8 чёрный слон · d8 чёрный ферзь · e8 чёрный король · h8 чёрная ладья · a7 чёрная пешка · b7 чёрная пешка · c7 чёрная пешка · d7 чёрная пешка · f7 чёрная пешка · g7 чёрная пешка · h7 чёрная пешка · e6 чёрная пешка · f6 чёрный конь · b4 чёрный слон · c4 белая пешка · d4 белая пешка · c3 белый конь · d3 белый ферзь · a2 белая пешка · b2 белая пешка · e2 белая пешка · f2 белая пешка · g2 белая пешка · h2 белая пешка · a1 белая ладья · c1 белый слон · e1 белый король · f1 белый слон · g1 белый конь · h1 белая ладья | a8 чёрная ладья · b8 чёрный конь · c8 чёрный слон · d8 чёрный ферзь · e8 чёрный король · h8 чёрная ладья · a7 чёрная пешка · b7 чёрная пешка · c7 чёрная пешка · d7 чёрная пешка · f7 чёрная пешка · g7 чёрная пешка · h7 чёрная пешка · e6 чёрная пешка · f6 чёрный конь · b4 чёрный слон · c4 белая пешка · d4 белая пешка · c3 белый конь · d3 белый ферзь · a2 белая пешка · b2 белая пешка · e2 белая пешка · f2 белая пешка · g2 белая пешка · h2 белая пешка · a1 белая ладья · c1 белый слон · e1 белый король · f1 белый слон · g1 белый конь · h1 белая ладья | a8 чёрная ладья · b8 чёрный конь · c8 чёрный слон · d8 чёрный ферзь · e8 чёрный король · h8 чёрная ладья · a7 чёрная пешка · b7 чёрная пешка · c7 чёрная пешка · d7 чёрная пешка · f7 чёрная пешка · g7 чёрная пешка · h7 чёрная пешка · e6 чёрная пешка · f6 чёрный конь · b4 чёрный слон · c4 белая пешка · d4 белая пешка · c3 белый конь · d3 белый ферзь · a2 белая пешка · b2 белая пешка · e2 белая пешка · f2 белая пешка · g2 белая пешка · h2 белая пешка · a1 белая ладья · c1 белый слон · e1 белый король · f1 белый слон · g1 белый конь · h1 белая ладья | 1 |
|   | a | b | c | d | e | f | g | h |   |

Микенас внес значительный вклад в развитие теории защиты Алехина и существенно повлиял на популяризацию этого дебюта.
Также известны исследования Микенаса в шведском варианте защиты Тарраша в ферзевом гамбите (1. d4 d5 2. Кf3 c5 3. c4 e6 4. cd ed 5. Кc3 Кc6 6. g3 c4). В частности, ему удалось обезвредить острое продолжение 7. e4. В партии с А. Н. Зайцевым (30-й чемпионат СССР, Ереван, 1962 г.) последовало 7… de 8. Кg5 Ф:d4 9. Сe3 Ф:d1+ 10. Л:d1 h6 11. Кd5 Сb4+ 12. К:b4 К:b4 13. К:e4 Кc2+ 14. Крd2 К:e3 15. Кр: e3 Сe6 16. С:c4 С:c4 17. Кd6+ Крe7 18. К:c4 Кf6 с равной игрой (партия закончилась вничью).
Имя Микенаса носит система в защите Модерн-Бенони. После ходов 1. d4 Кf6 2. c4 e6 3. Кc3 c5 4. d5 ed 5. cd d6 6. e4 g6 7. f4 Сg7 белые сразу играют 8. e5. Эта система является самым агрессивным продолжением в данном дебюте. Черным нужно действовать максимально точно, чтобы не попасть под сильную атаку.
Микенас, наряду с С. М. Флором, был первопроходцем системы 1. c4 Кf6 2. Кc3 e6 3. e4 в английском начале. В современной литературе по теории дебютов данное разветвление называют системой Микенаса — Флора. В ряде изданий фигурирует название система Микенаса.
Также имя Микенаса присвоено своеобразному продолжению в защите Нимцовича. После 1. d4 Кf6 2. c4 e6 3. Кc3 Сb4 в партии с П. П. Кересом (17-й чемпионат СССР, Москва, 1949 г.) Микенас сыграл 4. Фd3. Партия завершилась тяжелым поражением белых, и новинка Микенаса не получила широкого распространения. В базах менее 20 партий, сыгранных этой системой. Из известных шахматистов к идее Микенаса обращались только итальянец В. Кастальди (ничья с И. Доннером в 1954 г.) и финн А. Лахти (поражение от З. Диттмана в 1957 г.). Сам Микенас к данному продолжению не возвращался.

## Спортивные результаты
| Год         | Город          | Соревнование                                                            | +  | −  | =  | Результат | Место                     |
| ----------- | -------------- | ----------------------------------------------------------------------- | -- | -- | -- | --------- | ------------------------- |
| 1930        | Таллин         | Матч с Й. Тюрном (на звание чемпиона Эстонии)                           | 5  | 2  | 1  | 5½ : 2½   |                           |
|             | Таллин         | Международный турнир (в рамках гастролей Е. Д. Боголюбова)              | 4  | 0  | 3  | 5½ из 7   | 1                         |
|             | Хельсинки      | Международный турнир                                                    | 9  | 0  | 1  | 9½ из 10  | 1                         |
| 1931        | Клайпеда       | Чемпионат Прибалтики                                                    | 3  | 2  | 2  | 4 из 7    | 2—4                       |
|             | Прага          | IV Олимпиада (сборная Литвы, 1-я доска)                                 | 7  | 5  | 6  | 10 из 18  |                           |
|             | Брно           | Международный турнир                                                    | 4  | 2  | 5  | 6½ из 11  | 4—6                       |
| 1932        | Каунас         | Чемпионат Литвы                                                         | 7  | 0  | 4  | 9 из 11   | 2                         |
|             | Каунас         | Матч с А. Махтасом (на звание чемпиона Литвы)                           | 4  | 6  | 4  | 6 : 8     |                           |
| 1932 / 1933 | Каунас         | Чемпионат Литвы                                                         |    |    |    | 12½ из 14 | 1                         |
| 1933        | Рига           | Матч Латвия — Литва (1-я доска, против В. М. Петрова)                   | 0  | 1  | 1  | ½ из 2    |                           |
|             | Каунас         | Матч с А. Махтасом (на звание чемпиона Литвы)                           | 6  | 3  | 1  | 6½ : 3½   |                           |
|             | Фолкстон       | V Олимпиада (сборная Литвы, 1-я доска)                                  | 5  | 3  | 6  | 8 из 14   |                           |
| 1934        | Каунас         | Матч с Р. Шпильманом                                                    | 1  | 3  | 2  | 2 : 4     |                           |
|             | Каунас         | Чемпионат Литвы                                                         |    |    |    | 4 из 10   | 4—5                       |
|             | Каунас         | Матч с П. Вайтонисом (на звание чемпиона Литвы)                         |    |    |    | 6 : 2     |                           |
|             | Ленинград      | Серия показательных партий с ленинградскими мастерами                   | 3  | 3  | 1  | 3½ из 7   |                           |
| 1935        | Каунас         | Чемпионат Литвы                                                         |    |    |    | 10 из 12  | 2                         |
|             | Каунас         | Матч с И. И. Вистанецкисом (на звание чемпиона Литвы)                   |    |    |    | 5 : 5     |                           |
|             | Варшава        | VI Олимпиада (сборная Литвы, 1-я доска)                                 | 3  | 7  | 8  | 7 из 18   |                           |
|             | Лодзь          | Международный турнир                                                    | 0  | 6  | 3  | 1½ из 9   | 10                        |
| 1936        | Мюнхен         | Неофициальная шахматная олимпиада (сборная Литвы, 1-я доска)            |    |    |    | 9½ из 19  |                           |
| 1937        | Кемери         | Международный турнир                                                    | 7  | 8  | 2  | 8 из 17   | 10                        |
|             | Каунас         | Чемпионат Литвы                                                         |    |    |    | 5½ из 10  | 5—6                       |
|             | Каунас         | Матч с П. Вайтонисом (на звание чемпиона Литвы)                         |    |    |    | 5½ : 4½   |                           |
|             | Стокгольм      | VII Олимпиада (сборная Литвы, 1-я доска)                                | 6  | 2  | 10 | 11 из 18  |                           |
| 1937 / 1938 | Гастингс       | Международный турнир                                                    | 4  | 3  | 2  | 5 из 9    | 6                         |
| 1938        | Каунас         | Чемпионат Литвы                                                         | 5  | 3  | 3  | 6½ из 11  | 5—6                       |
|             | Каунас         | Матч с П. Вайтонисом (на звание чемпиона Литвы)                         |    |    |    | 9 : 3     |                           |
|             | Каунас         | Матч с С. М. Флором                                                     | 0  | 6  | 4  | 2 : 8     |                           |
| 1939        | Кемери         | Международный турнир                                                    | 10 | 4  | 1  | 10½ из 15 | 4                         |
|             | Буэнос-Айрес   | VIII Олимпиада (сборная Литвы, 1-я доска)                               | 9  | 4  | 6  | 12 из 19  |                           |
|             | Росарио        | Международный турнир                                                    | 3  | 2  | 2  | 4 из 7    | 3                         |
| 1940        | Москва         | 12-й чемпионат СССР                                                     | 3  | 6  | 10 | 8 из 19   | 13—16                     |
| 1941        | Тбилиси        | Чемпионат Грузинской ССР (вне конкурса)                                 |    |    |    |           | 3                         |
|             | Ростов-на-Дону | Полуфинал 13-го чемпионата СССР                                         | 2  | 2  | 2  | 3 из 6    |                           |
| 1942        | Свердловск     | Турнир советских шахматистов                                            | 4  | 4  | 2  | 5 из 10   | 4—7                       |
|             | Куйбышев       | Турнир советских шахматистов                                            | 6  | 2  | 3  | 7½ из 11  | 3—5                       |
| 1943        | Воскресенск    | Тренировочный турнир литовских шахматистов                              |    |    |    |           |                           |
| 1943 / 1944 | Москва         | Чемпионат Москвы                                                        | 7  | 5  | 4  | 9 из 16   | 7                         |
| 1944        | Баку           | Полуфинал 13-го чемпионата СССР                                         | 5  | 1  | 5  | 7½ из 11  | 2—3                       |
|             | Москва         | 13-й чемпионат СССР                                                     | 7  | 5  | 4  | 9 из 16   | 5—6                       |
|             | Москва         | Матч с В. А. Люблинским                                                 | 5  | 3  | 6  | 8 : 6     |                           |
|             | Тбилиси        | Чемпионат Грузинской ССР (вне конкурса)                                 |    |    |    | 14 из 17  | 1                         |
|             | Тбилиси        | Турнир советских мастеров                                               |    |    |    | 6½ из 7   | 1                         |
| 1945        | Таллин         | Чемпионат Эстонской ССР                                                 |    |    |    |           | 7                         |
|             | Каунас         | Чемпионат Литовской ССР                                                 | 7  | 0  | 3  | 8½ из 10  | 1                         |
|             | Рига           | Чемпионат Прибалтики                                                    | 13 | 1  | 3  | 14½ из 17 | 1                         |
|             | Тбилиси        | Чемпионат Грузинской ССР (вне конкурса)                                 |    |    |    |           | 1                         |
| 1946        | Вильнюс        | Чемпионат Прибалтики                                                    | 12 | 3  | 4  | 14 из 19  | 3                         |
|             | Тбилиси        | Полуфинал 15-го чемпионата СССР                                         | 6  | 3  | 8  | 10 из 17  | 6                         |
|             |                | Чемпионат Грузинской ССР (вне конкурса)                                 |    |    |    |           | 2                         |
| 1947        |                | Чемпионат Белорусской ССР (вне конкурса)                                |    |    |    | ?? из 15  | 2                         |
|             | Вильнюс        | Чемпионат Литовской ССР                                                 | 10 | 0  | 3  | 11½ из 13 | 1                         |
|             | Ленинград      | Полуфинал 16-го чемпионата СССР                                         | 3  | 5  | 7  | 6½ из 15  | 10—11                     |
| 1948        | Вильнюс        | Чемпионат Литовской ССР                                                 | 10 | 1  | 4  | 12 из 15  | 1                         |
|             | Ленинград      | Командное первенство СССР (сборная Литовской ССР, 1-я доска)            | 4  | 0  | 2  | 5 из 6    | 1 на доске                |
|             | Каунас         | Матч с Е. С. Чукаевым                                                   | 5  | 4  | 5  | 7½ : 6½   |                           |
|             | Казань         | Матч с Р. Г. Нежметдиновым (квалификационный, на звание мастера)        | 4  | 4  | 6  | 7 : 7     |                           |
| 1949        | Вильнюс        | Чемпионат Литовской ССР                                                 | 10 | 2  | 4  | 12 из 16  | 3                         |
|             | Вильнюс        | Полуфинал 17-го чемпионата СССР                                         | 7  | 1  | 9  | 11½ из 17 | 1—3                       |
|             | Москва         | 17-й чемпионат СССР                                                     | 4  | 7  | 8  | 8 из 19   | 13—15                     |
| 1950        | Тарту          | Полуфинал 18-го чемпионата СССР                                         | 7  | 2  | 6  | 10 из 15  | 2—4                       |
|             | Москва         | 18-й чемпионат СССР                                                     | 6  | 6  | 5  | 8½ из 16  | 11                        |
| 1951        | Вильнюс        | Чемпионат Литовской ССР                                                 | 7  | 3  | 4  | 9 из 14   | 5                         |
|             | Львов          | Полуфинал 19-го чемпионата СССР                                         |    |    |    |           | 4—6                       |
| 1952        | Вильнюс        | Чемпионат Литовской ССР                                                 | 8  | 2  | 3  | 9½ из 13  | 2—4                       |
|             | Рига           | Полуфинал 20-го чемпионата СССР                                         |    |    |    |           | 8—10                      |
| 1953        | Вильнюс        | Чемпионат Литовской ССР                                                 | 10 | 5  | 2  | 11 из 17  | 6                         |
|             | Вильнюс        | Полуфинал 21-го чемпионата СССР                                         | 5  | 4  | 6  | 8 из 15   | 6—7                       |
| 1954        | Вильнюс        | Чемпионат Литовской ССР                                                 | 11 | 2  | 3  | 12½ из 16 | 2                         |
|             | Горький        | Полуфинал 22-го чемпионата СССР                                         | 8  | 3  | 9  | 12½ из 20 | 5                         |
| 1955        | Вильнюс        | Чемпионат Литовской ССР                                                 | 9  | 3  | 3  | 10½ из 15 | 3                         |
|             | Москва         | 22-й чемпионат СССР                                                     | 6  | 4  | 9  | 10½ из 19 | 9                         |
|             | Москва         | Полуфинал 23-го чемпионата СССР                                         |    |    |    |           | 15—16                     |
| 1956        | Ленинград      | Полуфинал 24-го чемпионата СССР                                         | 8  | 0  | 7  | 11½ из 15 | 6—7                       |
| 1957        | Вильнюс        | Чемпионат Литовской ССР                                                 | 12 | 2  | 2  | 13 из 16  | 2                         |
|             | Москва         | 24-й чемпионат СССР                                                     | 5  | 10 | 6  | 8 из 21   | 18                        |
|             | Киев           | Полуфинал 25-го чемпионата СССР                                         |    |    |    |           | 8—10                      |
| 1958        | Вильнюс        | Чемпионат Литовской ССР                                                 | 8  | 1  | 6  | 11 из 15  | 2—4                       |
|             | Вильнюс        | Командное первенство СССР (сборная Литовской ССР, 1-я доска)            |    |    |    |           |                           |
|             | Москва         | Полуфинал 26-го чемпионата СССР                                         |    |    |    |           | 12—13                     |
| 1959        | Вильнюс        | Чемпионат Литовской ССР                                                 | 10 | 2  | 4  | 12 из 16  | 3                         |
|             | Москва         | II Спартакиада народов СССР (сборная Литовской ССР, 2-я доска)          |    |    |    |           |                           |
|             | Рига           | Международный турнир «Балтийское море — море дружбы»                    | 10 | 1  | 2  | 11 из 13  | 2                         |
| 1960        | Вильнюс        | Чемпионат Литовской ССР                                                 | 3  | 2  | 6  | 6 из 11   | 3—4                       |
|             | Пярну          | Чемпионат Прибалтики                                                    | 5  | 6  | 4  | 7 из 15   | 7                         |
|             | Ленинград      | Международный турнир «Балтийское море — море дружбы»                    | 4  | 3  | 4  | 6 из 11   | 4—5                       |
|             | Ташкент        | Командный чемпионат СССР (группа «Б», сборная Литовской ССР, 2-я доска) |    |    |    | 6 из 7    | 1 на доске, команда — 1-я |
| 1961        | Вильнюс        | Чемпионат Литовской ССР                                                 | 6  | 0  | 7  | 9½ из 13  | 1                         |
|             | Сочи           | Первенство ЦС ДСО «Спартак»                                             |    |    |    | 7 из 16   | 13—15                     |
|             | Паланга        | Чемпионат Прибалтики                                                    | 3  | 5  | 7  | 6½ из 15  | 11—12                     |
| 1962        | Ереван         | 30-й чемпионат СССР                                                     | 5  | 6  | 8  | 9 из 19   | 10                        |
|             | Ленинград      | Командное первенство СССР (сборная Литовской ССР, 1-я доска)            | 1  | 6  | 1  | 1½ из 8   |                           |
|             | София          | Международный турнир                                                    | 5  | 4  | 2  | 6 из 11   | 5—7                       |
| 1963        | Вильнюс        | Чемпионат Литовской ССР                                                 | 7  | 2  | 6  | 10 из 15  | 2                         |
|             | Москва         | III Спартакиада народов СССР (сборная Литовской ССР, 2-я доска)         | 4  | 1  | 3  | 5½ из 8   |                           |
|             | Москва         | Полуфинал 31-го чемпионата СССР                                         |    |    |    |           |                           |
|             | Риека          | Матч Югославия — СССР (запасной)                                        | 1  | 1  | 1  | 1½ из 3   |                           |
| 1964        | Вильнюс        | Чемпионат Литовской ССР                                                 | 7  | 1  | 4  | 9 из 12   | 1                         |
|             | Пярну          | Чемпионат Прибалтики                                                    | 6  | 2  | 7  | 9½ из 15  | 2—3                       |
|             | Минск          | Полуфинал 32-го чемпионата СССР                                         |    |    |    |           |                           |
| 1965        | Вильнюс        | Чемпионат Литовской ССР                                                 | 6  | 1  | 6  | 9 из 13   | 1—2                       |
|             | Паланга        | Чемпионат Прибалтики                                                    | 10 | 3  | 2  | 11 из 15  | 1                         |
|             | Ленинград      | Полуфинал 33-го чемпионата СССР                                         | 8  | 0  | 7  | 11½ из 15 | 2                         |
|             | Таллин         | 33-й чемпионат СССР                                                     | 3  | 9  | 7  | 6½ из 19  | 19                        |
| 1966        | Вильнюс        | Полуфинал 34-го чемпионата СССР                                         |    |    |    | 6½ из 17  | 15                        |
| 1967        | Юрмала         | Чемпионат Прибалтики                                                    | 4  | 2  | 7  | 7½ из 13  | 5—8                       |
|             | Москва         | IV Спартакиада народов СССР (сборная Литовской ССР, 2-я доска)          | 2  | 3  | 2  | 3 из 7    |                           |
|             | Харьков        | 35-й чемпионат СССР                                                     | 5  | 4  | 4  | 7 из 13   | 44—51                     |
|             | Вильнюс        | Чемпионат Литовской ССР                                                 | 5  | 1  | 3  | 6½ из 9   | 2—3                       |
| 1968        | Вильнюс        | Чемпионат Литовской ССР                                                 | 6  | 0  | 8  | 10 из 14  | 1—2                       |
|             | Таллин         | Полуфинал 36-го чемпионата СССР                                         | 4  | 1  | 12 | 10 из 17  | 4—6                       |
|             | Рига           | Командный чемпионат СССР («Жальгирис», 1-я доска)                       |    |    |    | 5 из 11   |                           |
| 1969        | Вильнюс        | Чемпионат Литовской ССР                                                 | 5  | 1  | 9  | 9½ из 15  | 4—6                       |
|             | Рига           | Чемпионат Прибалтики                                                    | 4  | 2  | 8  | 8 из 14   | 4—5                       |
| 1970        | Каунас         | Чемпионат Литовской ССР                                                 | 6  | 1  | 8  | 10 из 15  | 3                         |
|             | Витебск        | Полуфинал 38-го чемпионата СССР                                         |    |    |    | 11½ из 17 | 2                         |
|             | Рига           | 38-й чемпионат СССР                                                     | 6  | 9  | 6  | 9 из 21   | 17—18                     |
|             | Днепропетровск | Кубок СССР                                                              |    |    |    | [ 64 ]    |                           |
| 1971        | Вильнюс        | Чемпионат Литовской ССР                                                 | 7  | 3  | 6  | 10 из 16  | 2—4                       |
|             | Вильнюс        | Чемпионат Прибалтики                                                    | 4  | 2  | 5  | 6½ из 11  | 3—4                       |
|             | Люблин         | Международный турнир                                                    |    |    |    |           | 1—2                       |
| 1972        | Каунас         | Чемпионат Литовской ССР                                                 | 5  | 3  | 6  | 8 из 14   | 4—5                       |
|             | Калининград    | Полуфинал 40-го чемпионата СССР                                         |    |    |    |           |                           |
|             | Москва         | Всесоюзная шахматная олимпиада (сборная Литовской ССР, 2-я доска)       |    |    |    | 1 из 3    |                           |
| 1973        | Таллин         | Чемпионат Эстонской ССР (вне конкурса)                                  |    |    |    |           | 1—3                       |
| 1976        | Каунас         | Чемпионат Литовской ССР                                                 | 4  | 4  | 6  | 7 из 14   | 7—9                       |
|             | Таллин         | Турнир с укороченным контролем времени                                  |    |    |    |           | [ 44 ]                    |
| 1977        | Клайпеда       | Чемпионат Литовской ССР                                                 | 6  | 4  | 6  | 9 из 16   | 5—6                       |
| 1978        | Вильнюс        | Чемпионат Литовской ССР                                                 | 6  | 2  | 9  | 10½ из 17 | 4                         |
|             | Вильнюс        | Международный турнир ЦШК СССР                                           | 3  | 9  | 2  | 4 из 14   | 14                        |
| 1979        | Москва         | VII Спартакиада народов СССР (сборная Литовской ССР, ?-я доска)         |    |    |    |           |                           |
|             | Паневежис      | Чемпионат Литовской ССР                                                 | 7  | 3  | 5  | 9½ из 15  | 3                         |
| 1980        | Ростов-на-Дону | Командное первенство СССР                                               |    |    |    |           |                           |
| 1985        | Вильнюс        | Чемпионат Литовской ССР                                                 | 2  | 3  | 4  | 4 из 15   | 14                        |

## Награды
- Орден «Знак Почёта» (27.04.1957) — «за успехи, достигнутые в деле развития массового физкультурного движения в стране, повышения мастерства советских спортсменов, и успешное выступление на международных соревнованиях»